# A farm, ahol élünk epizódjainak listája
Ez a cikk az A farm, ahol élünk (Little House on the Prairie) című 1974 és 1983 között futott televíziós sorozat epizódjainak listáját tartalmazza.
A házaspárnak, Charles és Caroline Ingalls-nek három lánya van, Mary és Laura kisiskolás korúak, Carrie pedig 3-4 év körüli. Walnut Grove-i életük fontos részévé válik a farm, a malom, az iskola, a templom; megismerik Nels és Harriet Olesont, akik a vegyesboltot vezetik, gyermekeiket, a kiállhatatlan Nellie-t és a nővére irányítása alatt álló Willie-t, Miss Beadle-t, a tanárnőt, Alden tiszteletest, Baker doktort, Mr. Hansont, a városalapítót és másokat. Hamarosan csatlakozik az agglegény Mr. Edwards, aki újdonsült feleségével, Grace Sniderrel és három adoptált gyermekükkel Ingallsék jó barátai lesznek.

## Áttekintés
| Évad | Évad | Részek száma | Részek száma | Eredeti sugárzás     | Eredeti sugárzás  | Magyar sugárzás | Magyar sugárzás |
| Évad | Évad | Részek száma | Részek száma | Évadbemutató         | Évadzáró          | Évadbemutató    | Évadzáró        |
| ---- | ---- | ------------ | ------------ | -------------------- | ----------------- | --------------- | --------------- |
|      | 1.   | 24           | 24           | 1974. szeptember 11. | 1975. május 7.    | n. a.           | n. a.           |
|      | 2.   | 22           | 22           | 1975. szeptember 10. | 1976. március 31. | n. a.           | n. a.           |
|      | 3.   | 22           | 22           | 1976. szeptember 27. | 1977. április 4.  | n. a.           | n. a.           |
|      | 4.   | 22           | 22           | 1977. szeptember 12. | 1978. március 13. | n. a.           | n. a.           |
|      | 5.   | 24           | 24           | 1978. szeptember 11. | 1979. március 19. | n. a.           | n. a.           |
|      | 6.   | 24           | 24           | 1979. szeptember 17. | 1980. május 12.   | n. a.           | n. a.           |
|      | 7.   | 22           | 22           | 1980. szeptember 22. | 1981. május 11.   | n. a.           | n. a.           |
|      | 8.   | 22           | 22           | 1981. október 5.     | 1982. május 10.   | n. a.           | n. a.           |
|      | 9.   | 22           | 22           | 1982. szeptember 27. | 1983. március 21. | n. a.           | n. a.           |
|      | 10.  | 5            | 5            | 1983. december 12.   | 1984. február 6.  | n. a.           | n. a.           |

## Évadok

### Pilot évad (1974)
| Sor. | Év. | Cím                                                              | Rendező        | Író             | Premier           | Gyártási szám |
| ---- | --- | ---------------------------------------------------------------- | -------------- | --------------- | ----------------- | ------------- |
| 1.   | 1.  | A farm, ahol élünk (Bevezető rész) (Little House on the Prairie) | Michael Landon | Blanche Hanalis | 1974. március 30. | 100           |

### 1. évad (1974-1975)
| Sor. | Év. | Cím                                                           | Rendező            | Író                                             | Premier              | Gyártási szám |
| --- | --- | ------------------------------------------------------------- | ------------------ | ----------------------------------------------- | -------------------- | ------------- |
| 1. | 1.  | Ahol barát terem (A Harvest of Friends)                       | Michael Landon     | John Hawkins & William Putman                   | 1974. szeptember 11. | 101           |
| Az Ingalls család végleg elhagyva a wisconsini Sűrű Erdőt, Minnesota államban, Walnut Grove-ban telepedik le. Charles és Caroline Ingalls három kislányukkal (Mary, Laura és Carrie) a Plum Creek patak partján álló kis faházban találnak új otthonra, és Charles a házhoz tartozó farmon kezd dolgozni. Sok a dolga, mert a Hanson malomban vállalt munka mellett egy tető megépítését is elvállalja, valamint az érkező liszteszsákok kipakolását. Azonban így nem marad elég ideje a családjára - engesztelésképp elviszi őket piknikezni, ahol leesik egy fáról. Dr. Baker szerint jobban tenné, ha néhány napig ágyban maradna. De a tető elkészítésének határideje közeleg, és az utolsó napon elviszik a jószágait, amint abban megállapodtak. Charles elmegy kipakolni a zsákokat, Laura és Mary követi őt és próbálnak segíteni. Ezt a példát követik még többen a városból. Charles visszakapja az ökreit és egyben sok új barátot szereznek a városban. |     |                                                               |                    |                                                 |                      |               |
| 2. | 2.  | Vidéki lányok (Country Girls)                                 | William F. Claxton | Juanita Bartlett                                | 1974. szeptember 18. | 102           |
| Laura és Mary félnek az első iskolai naptól és ez nem véletlen, hiszen a rosszindulatú Nellie Oleson falusi lánykáknak nevezi őket, Mrs. Oleson pedig három centtel kevesebbet ad Caroline-nak a barna tojás tucatjáért, mint a fehéréért. Caroline feldühödve vesz egy drága anyagot, hogy megmutassa, a vidékiek is tudnak szépen öltözködni, de végül a lányainak varr belőle ünneplőruhát. Laura csodálattal hallgatja Miss Beadle-t, a tanárnőt, de lassan halad az írni tanulással. Azt a feladatot kapják a gyerekek, hogy írjanak egy történetet, amelyet a szülők és a többi diák előtt kell felolvasni. Laura még nem tudja a hosszú szavakat leírni, ezért egy rögtönzött történetet mond el az anyukájáról, mi mindenkinek tetszik, de végül megmutatja a fogalmazást a tanárnak, amin ez áll: "Anya jó. Sokat dolgozik. Főz és varr." Miss Beadle megdicséri a helyesírását, így a kislány boldogan indul haza az ünnepségről.                         |     |                                                               |                    |                                                 |                      |               |
| 3. | 3.  | Száz-mérföldes út (100 Mile Walk)                             | William F. Claxton | Ward Hawkins                                    | 1974. szeptember 25. | 103           |
| Ingallsék jó termésre számítanak, de egy jégeső mindent elpusztít. Charles-nak messze kell mennie, hogy munkát találjon. Végül több társával egy kőfejtőnél találnak alkalmi munkát, és minden jól is megy, míg az egyik ismerős egy hiba folytán robbanás áldozata lesz. Charles feladata, hogy közölje a gyászos hírt a családdal. Ezalatt Caroline otthon a többi asszonnyal együtt learatja, ami a termésből maradt. Végül a férfiak hazatérnek és örömmel látják, hogy feleségeik milyen jól boldogultak. |     |                                                               |                    |                                                 |                      |               |
| 4. | 4.  | Mr. Edwards otthona (Mr. Edwards' Homecoming)                 | Michael Landon     | Joel Murcott                                    | 1974. október 2.     | 104           |
| Charles a nagyvárosban találkozik az éppen részeg Isaiah Edwards-szal, a család régi barátjával, és azt javasolja, költözzön Walnut Grove-ba. Örülnek neki, mert Laura éppen beteg, és Edwards fölvidítja őt. Caroline szeretné, ha Edwards és az özvegy Grace Snider egymásra találnának, és már-már sikerül is, amikor Edwards bevallja, hogy nem érzi magát igazán kereszténynek, nem hisz Istenben. Charles-nak elmondja, hogy mióta a felesége és a lánya meghalt egy járványban, nem hiszi, hogy van Isten. Végül vasárnap mégis elmegy a templomba. |     |                                                               |                    |                                                 |                      |               |
| 5. | 5.  | Johnny Johnson szerelme (The Love of Johnny Johnson)          | William F. Claxton | Gerry Day                                       | 1974. október 9.     | 105           |
| Új fiú jön az iskolába, Johnny Johnson. Laurának rögtön megtetszik, és Johnny is szívesen barátkozik vele, mégis Maryt kéri meg, hogy segítsen neki a tanulásban. Mikor elhívja Laurát a Szerelmesek Fájához, Laura ismét reménykedni kezd, de rájön, hogy Johnny Mary nevét véste a fába, Mary viszont ezért szégyelli magát. A testvérek féltékenyek lesznek egymásra. |     |                                                               |                    |                                                 |                      |               |
| 6. | 6.  | Ha élőhalott lehetnék (If I Should Wake Before I Die)         | Victor French      | Harold Swanton                                  | 1974. október 23.    | 106           |
| Idős barátnője halála után Miss Amy arra kéri Charles-t és Dr. Bakert, hogy rendezzék meg a saját temetését, mert erre biztosan eljönnek majd messze élő gyerekei, akikkel így még egyszer találkozhat. Beleegyeznek, és még a mankatói pappal is sikerül elhitetni, hogy Miss Amy meghalt, aki csak azután akarja leleplezni magát, hogy meghallja, miként fogadják a hírt gyermekei. |     |                                                               |                    |                                                 |                      |               |
| 7. | 7.  | Boldog szülinapot! (Town Party, Country Party)                | Alf Kjellin        | Juanita Bartlett                                | 1974. október 30.    | 107           |
| Olgának egyik lába kissé rövidebb a másiknál, így nem tud a többiekkel játszani, futkározni. Mikor Nellie a születésnapi partiján ellöki Laurát és megrándul a lába, sokat beszélget Olgával, és segíteni akar neki. Elmondja Charlesnak, aki speciális cipőt szeretne készíteni neki, de az apja nem engedi. Olga a nagymamájával megy el Ingallsékhez, arra kérve Charlest, hogy készítse el a cipőt. Mikor Lauráék partiján Olga is vidáman futkos, már az apja sem tud haragudni Charlesra. |     |                                                               |                    |                                                 |                      |               |
| 8. | 8.  | Mami nyaralni megy (Ma's Holiday)                             | Leo Penn           | Dale Eunson                                     | 1974. november 6.    | 108           |
| Charles magával viszi Caroline-t egyik útjára, mint második nászútra, és Mr. Edwards vigyáz a gyerekekre. De Caroline nem tud nyugodt maradni a gyerekek miatt, és persze Mr. Edwardsnak sem könnyű a dolga. A kígyóból készült leves nem tetszik a lányoknak, és miután a puskájával véletlen lyukat lőtt a tetőre, Carrie-t a ruhájánál fogva a tetőhöz szögeli, hogy ne tudjon több galibát okozni. |     |                                                               |                    |                                                 |                      |               |
| 9. | 9.  | Anya tanít (School Mom)                                       | William F. Claxton | Történet: Jean Rouverol Tévéjáték: Ward Hawkins | 1974. november 13.   | 109           |
| Miss Beadle leesik a lóról és begipszelik a lábát, így Caroline veszi át a gyerekek tanítását. Azonban Abel, aki ugyan már felnőtt, de nem tanult meg olvasni, elrohan, mert a gyerekek kinevetik. Mrs. Oleson éles kritikája után Caroline sem marad tovább az iskolában, és beszél Abellel, aki fából készített betűket ad neki - ezzel bizonyítva megtanulta az ábécét. |     |                                                               |                    |                                                 |                      |               |
| 10. | 10. | A mosómaci (The Raccoon)                                      | William F. Claxton | Joseph Bonaduce                                 | 1974. november 20.   | 110           |
| Laura kedvenc babája eltörik, és Mary hoz neki egy mosómacit, Jaspert, hogy azzal játsszon. Laura az iskolában is megmutatja, és mindenkinek tetszik, ám Jasper megharapja Jacket és Laurát is. Aztán a mosómaci megöl pár tyúkot, és Charles arra gyanakszik, hogy az állat veszett. |     |                                                               |                    |                                                 |                      |               |
| 11. | 11. | A bádogharang (The Voice of Tinker Jones)                     | Leo Penn           | Tony Kayden & Michael Russnow                   | 1974. december 4.    | 111           |
| Alden tiszteletes egy harangra szeretne gyűjtést rendezni, de Mrs. Oleson "nagylelkűen" felajánlja, hogy ők majd megveszik és az nagyobb lesz bármelyik környező város harangjánál. A felajánlás nem tetszik mindenkinek egyaránt, és a szülők közt kialakult ellentétek a gyerekekre is hatással vannak, szüleik nem engedik meg, hogy együtt játsszanak. Látja ezt Jones, a néma bádogos, és elhatározza, hogy a gyerekekkel összefogva elkészíti. A gyerekek egyetértenek és minden szerszámot, játékot, edényt elhoznak otthonról és a bádogos beolvasztja a haranghoz. Alden el akarja hagyni Walnut Grove-ot, mert úgy érzi, ő kezdeményezte a családok közti vitát, így ő is megdöbben, amikor vasárnap messziről meghallja a harangot. A gyerekek készítette harangot látván a szülők is kibékülnek. |     |                                                               |                    |                                                 |                      |               |
| 12. | 12. | A díj (The Award)                                             | William F. Claxton | Michael Landon                                  | 1974. december 11.   | 112           |
| Miss Beadle kihirdeti, hogy különleges vizsgát tesznek a diákok, aki részt kíván venni benne, az elnyerheti a fődíjat, egy gyönyörű szótárat. Mary elhatározza, hogy ő is indul és éjjel-nappal tanul rá, azonban egy éjjel elalszik a Miss Beadle-lel kölcsönkapott könyvvel az istállóban, ami a felborult lámpás miatt lángra kap. Charles nincs otthon és Caroline úgy dönt, hogy Mary büntetésből nem indulhat a versenyen. Ám a lány tovább tanul: munkát vállal Olesonéknál, hogy meg tudja venni Miss Beadle-nek a tönkrement könyvet és ha éppen nincs dolga, a boltban lévő könyvekből tanul. Az új könyvet aztán odaadja Miss Beadle-nek, de még a verseny napján sem meri elmondani a tanárnőnek, hogy nem indul. Végül részletesen leírja a feladatlapra, miért nem válaszolhat a verseny kérdéseire. Caroline - aki látta Mary-t a verseny írása közben - örül, hogy a lánya nem szegte meg a szavát, még ha le is kellett mondania a szótárról.      |     |                                                               |                    |                                                 |                      |               |
| 13. | 13. | Az úr az én pásztorom!, 1. rész (Lord Is My Shepherd, part 1) | Michael Landon     | Michael Landon                                  | 1974. december 18.   | 113           |
| Megszületik az első Ingalls fiú, Charles "Freddie" Ingalls. Mindenki nagyon örül, Charles olyannyira, hogy Laura féltékeny lesz az öccsére. Mikor a kis Freddie megbetegszik, ő az egyetlen, aki nem imádkozik, és mikor a kisfiú haldoklik, hatalmas bűntudatot érez. Öccse halála után Laura egy nagy hegy tetején várja, hogy az Úr inkább őt vegye magához. Találkozik egy emberrel, aki készít neki egy keresztet, de Laura mosdás közben elveszíti, így Charles, aki kétségbeesetten keresi, könnyen rátalál, ám Laura segítő barátja eltűnik. |     |                                                               |                    |                                                 |                      |               |
| 14. | 14. | Az úr az én pásztorom!, 2. rész (Lord Is My Shepherd, part 2) | Michael Landon     | Michael Landon                                  | 1974. december 18.   | 114           |
| Charles és Caroline döbbenten és szomorúan veszi tudomásul, hogy Laura felbontotta az eljegyzését. Almanzo túlzott büszkesége okozza ezúttal a bajt: semmiképpen sem egyezik bele, hogy leendő felesége tanítónő legyen. Így hát Laura visszaküldi a jegygyűrűt. A szép tervek füstbe mennének, ha Almanzo nővére, Eliza Jane nem lépne közbe, ő végül is sikeresen összehozza a párt. |     |                                                               |                    |                                                 |                      |               |
| 15. | 15. | Karácsony a kis farmon (Christmas at Plum Creek)              | William F. Claxton | Arthur Heinemann                                | 1974. december 25.   | 115           |
| Mindenki eldöntötte már, mit vesz karácsonyra a többieknek, csak Laura nem. Mary például Mrs. Whipple-höz jár varrni, Charles pedig nyerget készít Laurának a lovára, emellett kerekeket javít, hogy kályhát vehessen. Mindenki titokban vásárol, és ebből gondok adódnak. Mary és Caroline ugyanabból az anyagból varrnak inget Charles-nak, és a kályha, ami érkezik, sem Charles ajándéka - hanem Lauráé. Hamarosan megérkezik Mr. Oleson Nellie-vel a lóért. |     |                                                               |                    |                                                 |                      |               |
| 16. | 16. | Családi perpatvar (Family Quarrel)                            | William F. Claxton | Ward Hawkins                                    | 1975. január 8.      | 116           |
| Olesonék egyre többet vitatkoznak, már azon is hajbakapnak, hogy a Mrs. Ingalls által hozott tojások megfelelnek-e az előírásnak. Végül Nels az új vadászkutyájával kiköltözik a közös otthonból. A gyerekek félnek, hogy el kell költözniük az anyjukkal, és Mary-ék is rájönnek, hiányozna nekik Nellie és Willie. Caroline fölajánlja, hogy náluk lehetnek a gyerekek egy ideig, amíg mindent megbeszélnek, de Harriet ezt nem akarja. Végül Charles és Caroline úgy békíti ki őket, hogy a másik fél hibáiról beszél nekik, akit így kénytelenek megvédeni. Caroline például arról "próbálja" meggyőzni Harrietet, hogy Nels nem is jó apa, míg Charles arról beszél Nels-nek, hogy Harriet milyen nehéz természetű, pletykás nő. Így végül megvédik a másikat és rádöbbennek, éppen így szeretik a másikat. |     |                                                               |                    |                                                 |                      |               |
| 17. | 17. | Dr. Baker menyasszonya (Doctor's Lady)                        | Lewis Allen        | Arthur Heinemann & Ann Beckett                  | 1975. január 15.     | 117           |
| Harriet Oleson unokahúga, a csinos és fiatal Kate látogatóba érkezik Walnut Grove-ba. Megsérül a lába és Dr. Baker veszi kezelésbe. Olyannyira a szívén viseli betege sorsát, hogy egymásba szeretnek. Együtt járnak a betegekhez és Kate egy szülésben is segít, bizonyítva, hogy felnőtt nő. Baker azonban rájön, hogy a kapcsolata Kate-tel nem vezetne jóra a nagy korkülönbség miatt. Mégis meggyőzi magát és már az esküvőt fontolgatják. |     |                                                               |                    |                                                 |                      |               |
| 18. | 18. | A járvány (Plague)                                            | William F. Claxton | William Keys & Michael Landon                   | 1975. január 29.     | 118           |
| A betegségben elpusztult birkák húsát olcsón árulják a városban, de hamarosan járvány tör ki. A vakiskolában ideiglenes kórházat állítanak fel. Dr. Baker és Hester Sue Terhune ápolják a betegeket. Mikor már Nels, Nellie, Willie, Adam, Laura, Albert, Andy és Alice is beteg, Charles és Jonathan elindulnak az érkező gyógyszerért. |     |                                                               |                    |                                                 |                      |               |
| 19. | 19. | A cirkuszos (Circus Man)                                      | Victor French      | Preston Wood & Ward Hawkins                     | 1975. február 5.     | 119           |
| Willy O'Hara, az egyszemélyes cirkusz Walnut Grove-ba jön. Az indiai csodapor, amit ingyen árul azzal, hogy segít, ha Isten is úgy akarja, úgy tűnik, megszünteti Hanson fejfájását, de Baker doktor megijed, amikor Mrs. Oleson vakbélgyulladásával inkább a csodaporban hisz, mint a műtétben, így magának O'Harának kell elmondania, hogy cukorkeverék varázspora helyett a műtét a jó megoldás. O'Hara ezek után elmegy a városból, de mikor Jacket baleset éri, és Laura fél, hogy elpusztul, Charles visszahívja őt. |     |                                                               |                    |                                                 |                      |               |
| 20. | 20. | Gyermeki bűn (Child of Pain)                                  | Victor French      | John Meston                                     | 1975. február 12.    | 120           |
| Az alkoholista John Stewart veri a fiát, Grahamet, aki mégis szereti őt, így nem vehetik el a fiút az apától. John felesége Graham születése közben halt meg és ezt részegen gyakran a fiú fejéhez vágja. Caroline befogadja Grahamet, mialatt Charles megvonja a férfitól az alkoholt és ügyel rá minden percben. Lauráék is megszeretik a fiút és Mary egy tyúkot ad neki ajándékba. Graham ketrecet készít neki és meglepetésként kitakarítja az istállót. Charlesnak sikerül Johnt leszoktatni az ivásról. |     |                                                               |                    |                                                 |                      |               |
| 21. | 21. | A vetőmag (Money Crop)                                        | Leo Penn           | Történet: John Meston Tévéjáték: Ward Hawkins   | 1975. február 19.    | 121           |
| Joe Colter célja, hogy átszoktassa a farmereket a búzáról a kukoricára. Viszont a rakománnyal hazafelé felborul a szekere és a lovak elfutnak. Otthon a várandós feleségét azzal vádolják a farmerek, hogy férje megszökött a pénzzel és mikor Charles is eltűnik, azt mondják, ő is bűnrészes. |     |                                                               |                    |                                                 |                      |               |
| 22. | 22. | Életben maradni (Survival)                                    | William F. Claxton | John Hawkins & Preston Wood                     | 1975. február 26.    | 122           |
| Ingalls Papa éppen visszatér családjával a városba egy utazás után, amikor megállítja őket a szövetségi marsall helyetteseivel. A marsall egy sziú felkelőt üldöz, és megkérdezi őket, nem látták-e a férfit. Amikor elkapja Ingalls-ékat a forgószél, az elhagyott kunyhóban kell menedéket keresniük. Papa elmegy élelmet szerezni, de eltéved, és egy indián segíti vissza a kunyhóhoz. A majdnem teljesen összefagyott marsall is abban a kunyhóban keres menedéket. |     |                                                               |                    |                                                 |                      |               |
| 23. | 23. | Johnny világot lát (To See the World)                         | Michael Landon     | Gerry Day                                       | 1975. március 5.     | 123           |
| Johnny Johnson, a farmerfiú elhagyja otthonát, mert hallott a nagyvárosi életről, Mr. Edwards pedig vele tart, hogy védelmezze. Belekezd egy pókerjátszmába, hogy Johnny veszítsen, de a fiú nyer. Amikor látja a fiú kisebb vagyonát, Mimi elhatározza, elszedi valahogy tőle a pénzt. |     |                                                               |                    |                                                 |                      |               |
| 24. | 24. | Az alapító napja (Founder's Day)                              | William F. Claxton | Byron Twiggs & Ward Hawkins & John Hawkins      | 1975. május 7.       | 124           |
| Az alapító napján tartott rendezvényeken Ingallsék is részt vesznek. Caroline a lepénysütő versenyen indul, csakúgy, mint Mrs. Oleson. Ingallsék szerint Caroline esélyes. Charles kötélhúzásban indul, amire Harriet is benevezi a férjét. |     |                                                               |                    |                                                 |                      |               |

### 2. évad (1975-1976)
| Sor. | Év. | Cím                                                    | Rendező            | Író                                            | Premier              | Gyártási szám |
| --- | --- | ------------------------------------------------------ | ------------------ | ---------------------------------------------- | -------------------- | ------------- |
| 25. | 1.  | A leggazdagabb ember (The Richest Man in Walnut Grove) | Michael Landon     | Michael Landon                                 | 1975. szeptember 10. | 201           |
| Papa kénytelen szembenézni a ténnyel, hogy nem tud már sem cukrot, sem kávét, de még csak papírt sem venni a lányoknak. Minden munkát elvállal, és feltűnik neki, hogy családja ugyanolyan keményen dolgozik. Carolyn még a kicsi Carrie-t is bevonja a munkába. |     |                                                        |                    |                                                |                      |               |
| 26. | 2.  | Pápaszem (Four Eyes)                                   | William F. Claxton | B.W. Sandefur                                  | 1975. szeptember 17. | 202           |
| Mary jegyei egyre romlanak, a tanárok panaszkodnak az eddig példás előmenetelű kislányra. A család lelki okokra gyanakszik, pedig egyszerű a magyarázat: a gyereknek szemüvegre van szüksége. A lencsék segítségével Mary visszanyeri bátorságát és régi jó jegyeit. |     |                                                        |                    |                                                |                      |               |
| 27. | 3.  | A legszebb ajándék (Ebenezer Sprague)                  | Victor French      | Történet: Joseph Bonaduce Tévéjáték: Gerry Day | 1975. szeptember 24. | 203           |
| Laura összebarátkozik egy halásszal, akiről nem is sejti, hogy az új bankár a városban. A férfit munkamódszerei miatt már úgy emlegetik, mint kőszívű skótot. Igazolja a nevét, amikor azzal vádolja meg Laurát, ki akarja kihasználni barátságukat, hogy apja számára hitelt szerezzen. |     |                                                        |                    |                                                |                      |               |
| 28. | 4.  | A nagy meccs (In The Big Inning)                       | William F. Claxton | B.W. Sandefur                                  | 1975. október 1.     | 204           |
| Laura és barátja, Jonah aranyérméket találnak, s máris elkezdik tervezgetni a közös, boldog jövőt. |     |                                                        |                    |                                                |                      |               |
| 29. | 5.  | A remete (Haunted House)                               | Gerry Day          | William F. Claxton                             | 1975. október 8.     | 205           |
| Mrs. Snider örülne, ha Edwards elhívná őt a tavaszi bálba, Laura pedig Henry Hendersonnal szeretné meghívatni magát. Caroline azt tanácsolja Grace-nek, hogy tegye féltékennyé Mr. Edwardsot, és ezt Laura is megfogadja. Laura Willie-vel, Grace pedig Dr. Bakerrel próbálja elérni a célját, de ezzel csak a kiválasztottak haragját idézi elő. |     |                                                        |                    |                                                |                      |               |
| 30. | 6.  | Tavaszköszöntő (The Spring Dance)                      | William F. Claxton | Gerry Day                                      | 1975. október 29.    | 206           |
| A szünetre az a házi feladat, hogy faleveleket gyűjtsenek a gyerekek. Laura elmondja, hogy kirándulni mennek, és ott szép leveleket találhatnak, de Mrs. Oleson ragaszkodik hozzá, hogy ők is velük tartsanak, hogy Nellie és Willie ne legyen hátrányban a levélgyűjtésben. |     |                                                        |                    |                                                |                      |               |
| 31. | 7.  | Emlékezzetek rám, 1. rész (Remember Me, part 1)        | Michael Landon     | Michael Landon                                 | 1975. november 5.    | 207           |
| Az özvegy Julia Sanderson megtudja, hogy hamarosan meghal és három gyermekének otthont akar találni. Charles megígéri, hogy segít otthont keresni nekik. Az utolsó heteket boldogan töltik, de Julia halála után Charles nem talál olyan családot, amelyik mind a három gyereket magához venné. |     |                                                        |                    |                                                |                      |               |
| 32. | 8.  | Emlékezzetek rám, 2. rész (Remember Me, part 2)        | Michael Landon     | Michael Landon                                 | 1975. november 12.   | 208           |
| Egy házaspár az idősebb fiúkat, John-t és Carl-t, míg Mrs. Oleson vénlány rokona a kis Aliciát fogadná örökbe. Amíg ez nem rendeződik, a gyerekek Grace Snider-nél laknak és gyakran átjár a hozzájuk Mr. Edwards is. |     |                                                        |                    |                                                |                      |               |
| 33. | 9.  | A kirándulás (The Campout)                             | Victor French      | Ray Goldrup & John Hawkins & B. W. Sandefur    | 1975. november 19.   | 209           |
| A szünetre az a házi feladat, hogy faleveleket gyűjtsenek a gyerekek. Laura elmondja, hogy kirándulni mennek, és ott szép leveleket találhatnak, de Mrs. Oleson ragaszkodik hozzá, hogy ők is velük tartsanak, hogy Nellie és Willie ne legyen hátrányban a levélgyűjtésben. Charles kicsit meginog, mikor kiderül, hogy Mrs. Oleson is a családjával tart, de aztán elindulnak. |     |                                                        |                    |                                                |                      |               |
| 34. | 10. | A szivárvány végénél (At The End of the Rainbow)       | Michael Landon     | Arthur Heinemann                               | 1975. december 10.   | 210           |
| Joe Colter célja, hogy átszoktassa a farmereket a búzáról a kukoricára. Viszont a rakománnyal hazafelé felborul a szekere és a lovak elfutnak. Otthon a várandós feleségét azzal vádolják a farmerek, hogy férje megszökött a pénzzel és mikor Charles is eltűnik, azt mondják, ő is bűnrészes. |     |                                                        |                    |                                                |                      |               |
| 35. | 11. | A születésnapi ajándék (The Gift)                      | William F. Claxton | Rocci Chatfield                                | 1975. december 17.   | 211           |
| A vasárnapi iskolában a gyerekek pénzt gyűjtenek Alden tiszteletes születésnapi ajándékára. Úgy döntenek, hogy egy új Bibliát vesznek neki, és Mary haza is viszi a pénzt. Miután rájönnek, hogy a pénz nem elég egy igazán szép Bibliára, Laura ötletére az egész pénzt homeopátiás gyógyszerekre költik, hogy ezeket eladva drágább és szebb ajándékot vehessenek a tiszteletesnek. |     |                                                        |                    |                                                |                      |               |
| 36. | 12. | Alma a fájától... (His Father's Son)                   | Michael Landon     | Michael Landon                                 | 1976. január 7.      | 212           |
| Mr. Edwards úgy érzi, több időt kellene töltenie fogadott fiával, Johnnal, hogy jobban megismerjék egymást. Amikor elérkezik a fiú születésnapja, egy drága puskát ajándékoz neki, de John jobban örül a könyvnek, amit Grace-től kapott. Elmondja Grace-nek, hogy képtelen lenne ölni, Edwards viszont erőlteti, és el is mennek vadászni. |     |                                                        |                    |                                                |                      |               |
| 37. | 13. | A beszélő gép (The Talking Machine)                    | Victor French      | Harold Swanton                                 | 1976. január 14.     | 213           |
| Laura szerelmes lesz az ifjú zseni Jasonbe, akit Nellie ugyancsak kiszemelt magának. Laura és Jason a zuhogó esőben villámok közt kísérleteznek, Nellie pedig féltékeny, ezért kifaggatja Laurát az érzelmeiről és Willie titokban fölveszi egy hangrögzítővel, amit utána megmutat az osztályban. |     |                                                        |                    |                                                |                      |               |
| 38. | 14. | Walnut Grove büszkesége (The Pride of Walnut Grove)    | William F. Claxton | Arthur Heinemann                               | 1976. január 28.     | 214           |
| Mary az állami matematikaversenyen képviseli a várost, és mivel az iskolatanács fizeti az útjukat, úgy érzi, elvárják tőle, hogy első legyen. Mialatt Mary és Caroline távol vannak, Laura igyekszik helyettesíteni az édesanyját a ház körüli munkákban: reggelit készít, és folytatja az inget, amelyet Caroline varr Charles-nak. |     |                                                        |                    |                                                |                      |               |
| 39. | 15. | A hit ereje (A Matter of Faith)                        | William F. Claxton | B.W. Sandefur                                  | 1976. február 4.     | 215           |
| A kocsiról leszállva egy kiálló dróttal Caroline megvágja a lábát. Nem tűnik súlyosnak, és hétvégére kirándulást terveznek. A család el is megy, Caroline pedig később menne utánuk, mert megígérte, hogy süt egy pitét a templom számára. A seb azonban elfertőződik, és Baker doktornak sem tudja megmutatni a vágást, mert hirtelen elhívják egy beteghez. |     |                                                        |                    |                                                |                      |               |
| 40. | 16. | Száguldás vasúton (The Runaway Caboose)                | William F. Claxton | John Hawkins & Ernie Durham                    | 1976. február 11.    | 216           |
| Laura, Mary és Carl bemásznak egy vasúti kocsiba, amit véletlenül elindítanak, és nem tudnak megállni. Velük szemben elindul egy vonat, és összeütköznének, így Edwards megpróbálja eltéríteni, Charles pedig fölugrik a vonatra és ráveszi a vezetőt, hogy menjenek visszafelé. |     |                                                        |                    |                                                |                      |               |
| 41. | 17. | A bajkeverő (Troublemaker)                             | Victor French      | John Hawkins                                   | 1976. február 25.    | 217           |
| Mivel az iskolatanács - élen Mrs. Olesonnal - úgy dönt, hogy Miss Beadle alkalmatlan a nagyobb fiúk tanítására és a fegyelemtartásra, új tanár, a szigorú Hannibal Applewood érkezik az iskolába, akinek már kezdetben sem szimpatikus Laura, amikor pedig Mrs. Oleson azt mondja neki, hogy Laura egy kis bajkeverő, a tanár mindent, amit a nagyfiúk tesznek Laura megvédésére, a lányra fog és őt bünteti ezért.                                                                                  |     |                                                        |                    |                                                |                      |               |
| 42. | 18. | Hazafelé (The Long Road Home)                          | Michael Landon     | John Hawkins                                   | 1976. március 3.     | 218           |
| Charles és Mr. Edwards - mivel a búza eladásából túl kevés pénzt szereztek - arra kényszerülnek, hogy veszélyes munkát vállaljanak: robbanóanyagot kell szállítaniuk, amely kisebb zökkenésre felrobbanhat. Elindulnak, de csak később írják meg feleségeiknek, egy életbiztosításról szóló papírt is küldve, hogy mi is a munkájuk. Másik két társuk egy farmer és egy színes bőrű férfi. A farmernek előítéletei vannak a férfival szemben.                                                        |     |                                                        |                    |                                                |                      |               |
| 43. | 19. | Szívem hölgyének (For My Lady)                         | William F. Claxton | B.W. Sandefur                                  | 1976. március 10.    | 219           |
| Charles Mrs. Thurmondnak dolgozott, és titokban elvállal még egy munkát az özvegynél, egy porcelán étkészletért cserébe. Sem Caroline, sem a lányok, sem Mrs. Oleson és Mr. Hanson nem érti, miért jár Charles az özvegyhez és miért nem mond igazat otthon. A lányok elmennek az asszonyhoz azzal az indokkal, hogy Mrs. Whipple küldte őket egy ruhát méretre igazítani, és meglesik Charles-t, aki valóban ott van.                                                                               |     |                                                        |                    |                                                |                      |               |
| 44. | 20. | Centenárium (Centennial)                               | William F. Claxton | John Hawkins                                   | 1976. március 17.    | 220           |
| Az egyre magasodó adók, amelyek a vegyesbolt árain is meglátszanak, felháborítják a város lakóit, és már azt beszélik, hogy a centenáriumi ünnepek is elmaradnak. Julij és családja, akik Oroszországból jöttek, eladják farmjukat, mert kiderül, hogy az előző lakó nem fizetett adót, és azt is velük akarják kifizettetni. Ezen végképp fölháborodik mindenki. |     |                                                        |                    |                                                |                      |               |
| 45. | 21. | A katona visszatér (Soldier's Return)                  | William F. Claxton | B.W. Sandefur                                  | 1976. március 24.    | 221           |
| Mrs. Whipple fia, aki katona volt a háborúban, visszatér Walnut Grove-ba, és itt akar új életet kezdeni. A férfi, aki nagyon jó zenész, most tanítványokat fogad: többek között az Oleson testvéreket tanítja hangszeren játszani. Mary-t is elkezdi tanítani, Mary cserébe kottákat másol neki. Egykori hadtársának - aki elesett a háborúban - a fia érdeklődve kérdezi a háborúról, de Mr. Whipple-t felzaklatják az emlékek. Egyre többször nyúl a morfiumhoz, amire a háború idején szokott rá. |     |                                                        |                    |                                                |                      |               |
| 46. | 22. | A hazatérés (Going Home)                               | Michael Landon     | Michael Landon                                 | 1976. március 31.    | 222           |
| Tornádó pusztítja el a vetést Ingallséknél és Charles haza akar költözni Big Woods-ba. A lányok nagyon szomorúak, főleg amikor a hazatelepülő idős Simms házaspár meg akarja venni a farmjukat. John megrémül, hogy talán soha nem találkozhat többé Mary-vel és szerelmet vall neki. Laura szomorú, hogy itt kell hagyni mindent. John feleségül akarja venni Mary-t, így legalább ő Walnut Grove-ban maradhatna.                                                                                   |     |                                                        |                    |                                                |                      |               |

### 3. évad (1976-1977)
| Sor. | Év. | Cím                                                                           | Rendező            | Író                          | Premier              | Gyártási szám |
| --- | --- | ----------------------------------------------------------------------------- | ------------------ | ---------------------------- | -------------------- | ------------- |
| 46. | 1.  | A szív szava (The Collection)                                                 | Michael Landon     | Arthur Heinemann             | 1976. szeptember 27. | 301           |
| A gyűjtésre induló, de megbetegedett Alden tiszteletest Caleb Hodgekiss és felesége ápolja, és Caleb megígéri, hogy gyűjt Alden helyett a szomszédos város felépítéséért, ahol tűzvész pusztított. Mary-vel indul a gyűjtésre, és mint lelkész (mert Alden ruháiban megy), Alicia Edwardsot és egy idős asszonyt is próbál jobb kedvre deríteni. |     |                                                                               |                    |                              |                      |               |
| 47. | 2.  | Paci (Bunny)                                                                  | Michael Landon     | Michael Landon               | 1976. október 4.     | 302           |
| Nellie, miután összeveszett Laurával, lovával balesetet szenved. Eljátssza, hogy súlyosan megsérült, és elhiteti Laurával, hogy talán meg is rokkant. Barátnője bűntudatát kihasználva valóságos rabszolgát csinál a kis Ingalls lányból. Rájön, hogy megjátszott rokkantságával szüleit és barátait, sőt az egész várost is zsarolni tudja. |     |                                                                               |                    |                              |                      |               |
| 48. | 3.  | A verseny (The Race)                                                          | William F. Claxton | John V. Hanrahan             | 1976. október 11.    | 303           |
| Laura dolgozik, hogy cserébe megpatkoltathassa a lovát, Pacit, hiszen lovas versenyre készülnek. Nellie-nek új versenylovat hozat Mrs. Oleson Mankatóból, mire a többi gyerek visszavonja a nevezést: csak ketten maradnak. Nellie azonban nehezebb Lauránál, így kevesebb eséllyel indulna, ezért ráveszik Willie-t, hogy inkább ő üljön a lóra. Koplaltatják, de a titokban megevett almáktól gyomorrontást kap, és nem indulhat. Nellie és Laura versenyeznek tehát. |     |                                                                               |                    |                              |                      |               |
| 49. | 4.  | Az elveszett kislány (Little Girl Lost)                                       | Michael Landon     | Paul W. Cooper               | 1976. október 18.    | 304           |
| Mary-nek és Laurának bogarakat kell gyűjteni egy iskolai feladatra, és Carrie is velük megy. Beleesik egy árokba, és megpróbálják kihozni, de a részeges Loudy, akiben Hanson sosem bízott, azt mondja, hogy a lyuk, amibe Carrie beleesett, egy bánya része, így könnyebben kiszabadulhat, ha a bánya lejáratának irányából próbálkoznak. |     |                                                                               |                    |                              |                      |               |
| 50. | 5.  | A Walnut Grove-i démon (A walnut grove-i démon) (The Monster of Walnut Grove) | William F. Claxton | John Hawkins                 | 1976. november 1.    | 305           |
| Laura úgy látja, mintha Mr. Oleson megölné Mrs. Olesont, de senki sem hisz neki. Ő viszont biztos benne, mert Mrs. Oleson nincs sehol: az anyjához utazott. Mikor Nellie-éktől Nels megtudja, hogy Laura azt látta, amint Nels véletlen levágta a kirakati bábu fejét egy karddal, megkéri a gyerekeket, hogy mondják el neki az igazat, de ők tovább rémisztgetik. |     |                                                                               |                    |                              |                      |               |
| 51. | 6.  | Tavaszi utazás, 1. rész (Journey in the Spring part 1)                        | Michael Landon     | Michael Landon               | 1976. november 15.   | 306           |
| Charles anyja, Laura Colby Ingalls meghal, Charles apja mély depresszióba esik, ezért Walnut Grove-ba hozzák. Laura megbarátkozik a nagyapjával, de amikor Paci megsérül, és a nagypapa ígérete ellenére nem tud segíteni rajta, és a ló elpusztul, nagyon csalódott lesz. A nagyapa hazaindul, de a vonatot lekési, és Laura, aki utánament, hogy megkeresse, az állomáson talál rá.                                                                                   |     |                                                                               |                    |                              |                      |               |
| 52. | 7.  | Tavaszi utazás, 2. rész (Journey in the Spring part 2)                        | Michael Landon     | Michael Landon               | 1976. november 22.   | 307           |
| Charlesnak sikerül meggyőznie apját, hogy költözzön oda hozzájuk. Az öreg azonban még mélyebb depresszióba esik, amikor nem sikerül megtartania a kis Laurának tett ígéretét. Laura először támaszt nyújt neki, azután hirtelen őt hibáztatja egy tragédiáért. |     |                                                                               |                    |                              |                      |               |
| 53. | 8.  | Fred (Fred)                                                                   | William F. Claxton | Robert Vincent Wright        | 1976. november 29.   | 308           |
| Az Ingalls család és baráti köre nagy megpróbáltatáson megy keresztül: Laura egy roppant kelekótya bakkecskét hoz a házhoz. A Fred nevű kecske mindenkit felbosszant, Laura az egyetlen, aki feltétlen rajongással kezeli új kedvencét, egészen addig, amíg az állat egyszer le nem részegedik. |     |                                                                               |                    |                              |                      |               |
| 54. | 9.  | Rossz fiúk (The Bully Boys)                                                   | Victor French      | B.W. Sandefur                | 1976. december 6.    | 309           |
| Alden atya szigorúan megköveteli Charles Ingalls-tól, hogy álljon mellé, amikor három csavargó érkezik Walnut Grove-ba, és megzavarják a lakók nyugalmát. A Galendar testvérek lopnak, verekszenek, durváskodnak, egészen addig, amíg bele nem kötnek Ingalls feleségébe és gyerekeibe. Ezt már Charles sem állhatja meg szó nélkül. |     |                                                                               |                    |                              |                      |               |
| 55. | 10. | A vadászat (The Hunters)                                                      | Michael Landon     | Harold Swanton               | 1976. december 20.   | 310           |
| Laura és Charles vadászni mennek, de Charles megsebesül. Csak a vak erdész segíthet Laurának kijutni az erdőből Mr. Edwardshoz. Ez nagyon nehéz feladat, ráadásul közben Charles eltűnik. |     |                                                                               |                    |                              |                      |               |
| 56. | 11. | Hóvihar (Blizzard)                                                            | William F. Claxton | Paul W. Cooper               | 1977. január 3.      | 311           |
| Miss Beadle tekintettel a szép havazásra hazaengedi a gyerekeket, ám hamarosan hóvihar lesz belőle. A karácsonyra készülődő felnőttek mind a városban vannak, és a férfiak a gyerekek után indulnak. Laura, Mary és Carrie egy régi fészerben húzódnak meg. |     |                                                                               |                    |                              |                      |               |
| 57. | 12. | Szelek szárnyán (I'll Ride the Wind)                                          | William F. Claxton | Paul W. Cooper               | 1977. január 10.     | 312           |
| 58. | 13. | A karantén (Quarantine)                                                       | Victor French      | John Hawkins                 | 1977. január 17.     | 313           |
| Mr. Edwards egy másik városból hazatérve sajnos a városban bujkáló járványt is magával hozza Walnut Grove-ba. Rajta nem jön ki a betegség, de megfertőzi a kislányát, Aliciát, és nagyon fél, mert annak idején ugyanígy veszítette el a feleségét és a lányát. Laura elmegy Aliciához, és másnapra ő is kiütéses lesz. |     |                                                                               |                    |                              |                      |               |
| 59. | 14. | Kisasszonyok (Little Women)                                                   | William F. Claxton | Dale Eunson                  | 1977. január 24.     | 314           |
| Laura, Mary, Nellie és Ginny egy színdarab előadására készül. Ginny jobb kedvre akarja deríteni az anyját, így levágja és eladja a haját parókának, hogy tudjon venni neki egy szép ruhához való anyagot. Anyja viszont nem hiszi, hogy tisztességesen szerezte a pénzt. |     |                                                                               |                    |                              |                      |               |
| 60. | 15. | Indián kölyök (Injun Kid)                                                     | Victor French      | Arthur Heinemann             | 1977. január 31.     | 315           |
| Jeremy Stokes szereti a lányát, de indián unokáját nem tudja elfogadni. Hiába tesz bármit Joseph, vagyis Pettyes Sas, nem ismeri el unokájaként. Josphet többször megverik az iskolában, és szemére hányják, hogy mit keres ott, és Jeremy az, aki végül a Pettyes Sas nevet íratja be az osztálynaplóba. |     |                                                                               |                    |                              |                      |               |
| 61. | 16. | Együtt a félelemmel, 1. rész (To Live with Fear, part 1)                      | William F. Claxton | B.W. Sandefur                | 1977. február 14.    | 316           |
| Maryt megrúgja a ló, mikor Charles helyett ő vezeti be az állatot. Charles születésnapja mégis vidáman telik, mert a fájdalom csak utána jelentkezik. Dr. Baker először azt hiszi, nem komoly, de utána rájön, hogy meg kell műteni. A városba utaznak a legjobb klinikára, mert Alden atya gyűjtést rendezett Mary-ért. A műtét úgy tűnik, sikerült, de Mary újra belázasodik.                                                                                         |     |                                                                               |                    |                              |                      |               |
| 62. | 17. | Együtt a félelemmel, 2. rész (To Live with Fear, part 2)                      | William F. Claxton | John Hawkins                 | 1977. február 21.    | 317           |
| Marynek új műtét kell, hát Charles elmegy dolgozni egy alagút építésére, és vele tart Isaiah Edwards is. De a túl gyors robbantások eredményeként egy munkás meghal, Charles pedig a vezetővel bent reked... |     |                                                                               |                    |                              |                      |               |
| 63. | 18. | Solomon iskolája (The Wisdom of Solomon)                                      | William F. Claxton | Scott Swanton                | 1977. március 7.     | 318           |
| Solomon, a fekete bőrű kisfiú megszökik otthonról, és Charles-ék befogadják. Elkezd iskolába járni, amit annyira szeretett volna mindig, és megtanítja Laurát arra, milyen szerencsés, hogy tanulhat. De rá kell jönnie, hogy a feketékkel még mindig másként bánnak, és végül bevallja Charles-nak, hogy élnek a szülei és haza akar menni. |     |                                                                               |                    |                              |                      |               |
| 64. | 19. | A zenélő doboz (The Music Box)                                                | Michael Landon     | Robert Janes                 | 1977. március 14.    | 319           |
| Laura születésnapjára egy lexikont kap, de jobban örült volna egy játéknak. Új barátnőjével, a dadogó Annával elmegy Nellie klubjának gyűlésére, és mikor senki sem látja, ellopja a zenedobozát, amitől rémálmok gyötrik, ráadásul le is löki a dobozt, amitől tönkremegy, és nem adhatja így vissza. Nellie meglátja, hogy nála van, és megzsarolja Laurát, hogy ha mindent megtesz neki, akkor nem árulja el őt Charlesnak.                                          |     |                                                                               |                    |                              |                      |               |
| 65. | 20. | A választás (The Election)                                                    | Victor French      | B.W. Sandefur                | 1977. március 21.    | 320           |
| Az iskolában diákelnök-választás van. Nellie-t az öccse jelöli, és Maryt is jelölik, hogy ez a lányok szavazatait megossza. A fiúk a kissé fellegekben járó Elmer Dobkinst jelölik, hogy nevetségessé tegyék. Nellie partit rendez, amire Maryéken kívül az összes lányt meghívja, persze annak fejében, hogy rá fognak szavazni. Lauráék is bosszúból rendeznek egy partit, amire viszont csak Elmer jön el.                                                           |     |                                                                               |                    |                              |                      |               |
| 66. | 21. | Aranyország, 1. rész (Gold Country, part 1)                                   | Michael Landon     | John Hawkins & B.W. Sandefur | 1977. április 4.     | 321           |
| Ingallsék és Edwardsék aranyásásból akarnak meggazdagodni, mert az otthoni megélhetési körülmények romlanak. Találnak is egy jó helyet és a közeli városban fölállított sátorban a templom mellett. |     |                                                                               |                    |                              |                      |               |
| 67. | 22. | Aranyország, 2. rész (Gold Country, part 2)                                   | Michael Landon     | John Hawkins & B.W. Sandefur | 1977. április 4.     | 322           |
| Caroline megnyitja az iskolát. Ám mikor egy férfit lelőnek az aranyáért, egy másik jó embernek tűnő férfi pedig kiássa az ott élő remete feleségének holttestét csak azért, mert alatta arany van, a két család elbizonytalanodik az aranyásással kapcsolatban. |     |                                                                               |                    |                              |                      |               |

### 4. évad (1977-1978)
| Sor. | Év. | Cím                                                                        | Rendező            | Író                                             | Premier              | Gyártási szám |
| --- | --- | -------------------------------------------------------------------------- | ------------------ | ----------------------------------------------- | -------------------- | ------------- |
| 68. | 1.  | Szeretni tudni kell (Castoffs)                                             | Michael Landon     | Tony Kayden                                     | 1977. szeptember 12. | 401           |
| Jack kutya elpusztul és Laurát furdalja a lelkiismeret, az új kutyát, Banditát pedig nem akarja elfogadni. Kezia Horn érkezik a városba, akinek még háza sincsen, és nem akarják elfogadni, csak Mary, Laura, Willie és Jonathan Garvey állnak vele szóba. Kezia megtanítja Laurát arra, hogy el kell fogadni a másikat, még ha nem is olyan, mint az átlag. |     |                                                                            |                    |                                                 |                      |               |
| 69. | 2.  | Változó idők (Times of Change)                                             | William F. Claxton | Carole & Michael Raschella                      | 1977. szeptember 19. | 402           |
| Charles képviseli a megyét a gazdakör chicagói ülésén és Caroline fölajánlja, hogy ne őt, hanem Maryt vigye magával, így találkozhat Johnnal, akit már nagyon régen látott, és elmehet vele a bálba. De a látogatás nem úgy alakul, ahogy szerették volna: John sosem ér rá, és Charles rájön, hogy van egy másik barátnője, és Maryre már csak barátként gondol. |     |                                                                            |                    |                                                 |                      |               |
| 70. | 3.  | Kicsi Ellen (My Ellen)                                                     | Michael Landon     | Michael Landon                                  | 1977. szeptember 26. | 403           |
| Az Ingalls lányok és barátnőjük, Ellen a tóhoz mennek fürdeni. Amint fiúk közelednek, ők lebuknak a víz alá, de Ellen nem jön föl, hiába szólítgatják. A kislány holttestét megtalálják, és Ellen anyja Laurát hibáztatja a tragédiáért. |     |                                                                            |                    |                                                 |                      |               |
| 71. | 4.  | Az ezermester (The Handyman)                                               | William F. Claxton | Arthur Heinemann                                | 1977. október 3.     | 404           |
| Charles konyhát épít a házhoz, amikor elhívják egy sürgős munkára. Feltűnik egy ezermester, aki szívesen segít, és igyekszik helyettesíteni az apát a ház körüli munkákban. A helyettesítés olyan hitelesre sikerül, hogy Mary arra gyanakszik, hogy a férfi szerelmes Caroline-ba. |     |                                                                            |                    |                                                 |                      |               |
| 72. | 5.  | Farkasok (The Wolves)                                                      | Michael Landon     | Lawrence M. Konner                              | 1977. október 17.    | 405           |
| A szülők elutaznak, a vidéket pedig éhes kóbor kutyák lepik el. Andy és Laura kis farkasokat talál és Lauráék istállójába viszik őket. Miután ez kitudódik, mindenki azt hiszi, hogy a károkat is farkasok okozták. Maryék bent ragadnak az istállóban, amelyet körbevesznek a kóbor kutyák. |     |                                                                            |                    |                                                 |                      |               |
| 73. | 6.  | Tolvaj Walnut Grove-ban (The Creeper of Walnut Grove)                      | William F. Claxton | John T. Dugan                                   | 1977. október 24.    | 406           |
| A vegyesboltból és a házakból sok minden eltűnik, de mindenhonnan csak élelmiszer. Laura és Andy elhatározzák, hogy elfogják a tolvajt és az Oleson gyerekeket is beavatják, de csak Mrs. Olesont és Charlest sikerül elfogniuk. |     |                                                                            |                    |                                                 |                      |               |
| 74. | 7.  | Lelkifurdalás (To Run and Hide)                                            | Michael Landon     | John T. Dugan                                   | 1977. október 31.    | 407           |
| Mr. Novack nem akarja magát kezeltetni és meghal, egyedül hagyva terhes feleségét. Dr. Baker pedig a kudarc miatt visszavonul, és Asa T. Logant hívja új orvosnak, aki vadászik, és nem törődik a betegekkel. |     |                                                                            |                    |                                                 |                      |               |
| 75. | 8.  | Az utóhatás (The Aftermath)                                                | William F. Claxton | Don Balluck                                     | 1977. november 7.    | 408           |
| Két háborús hős érkezik a városba, és Mary elkezd náluk dolgozni. Az iskolában is a polgárháborúról tanulnak, és munkaadói sokat segítenek Mary-nek a tanulásban és, abban, hogy a háborút mindkét fél oldaláról megismerje. Az iskolában az egyik fiú, Bob nem ért egyet azzal, amit Mary mond, mert az ő bátyját a déliek ölték meg, és ez a két férfi is a déli oldalon harcolt. A fejvadászok miatt túszul ejtik Mary-t, de a város lakói megvédik őket és elmenekülhetnek. De megtudjuk, hogy a harag tovább él: 6 év után Bob végez a két férfival. |     |                                                                            |                    |                                                 |                      |               |
| 76. | 9.  | A makacsság ára (The High Cost of Being Right)                             | Michael Landon     | Don Balluck                                     | 1977. november 14.   | 409           |
| Garvey-éknál leég a csűr és Alice kénytelen munkába állni. Jonathan azt hiszi, hogy szégyelli őt a felesége és el akar válni. Aztán mégis visszatér hozzá azzal az indokkal, hogy a földet még meg kell művelnie, mielőtt elmegy. Hosszú huzavona után megérkezik a bíró, és az ő szeme láttára békülnek ki, mert Jonathan is rájön, milyen nevetséges az egész. |     |                                                                            |                    |                                                 |                      |               |
| 77. | 10. | A bunyós (The Fighter)                                                     | Michael Landon     | Lawrence Konner                                 | 1977. november 21.   | 410           |
| A városba bokszoló érkezik, az idősödő Joe Kagan, és bárki mérkőzhet vele. Jonathan benevez, de az utolsó pillanatban megsérül és ráveszi Charles-t, hogy induljon helyette. Az Oleson család ráveszi Nelst is, hogy nevezzen be. Charles kiüti Joe-t, és Dr. Baker megállapítja, hogy a további bokszolás az életébe kerülhet. |     |                                                                            |                    |                                                 |                      |               |
| 78. | 11. | Találkozzunk a vásárban! (Meet Me at the Fair)                             | William F. Claxton | Bradley Berwick, Ray Berwick & Arthur Heinemann | 1977. november 28.   | 411           |
| Az Ingalls család a Mankato melletti évenkénti vásárra utazik. Mindannyiuknak kellemes élményt ígér a kirándulás. Caroline első díjat nyer saját készítésű savanyúságaival, Laura szokása szerint izgalmas szórakozást talál, Mary pedig a délutánt félénk, ám elszánt udvarlója, Patrick társaságában szeretné eltölteni. Amikor azonban megérkezik a megbeszélt találka helyszínére, Patrick főnöke, a megnyerő és pergő nyelvű Cass fogadja. A férfinek tetszik a fiatal lány, ezért Patrickra pluszmunkát sóz, és ő viszi a vásárba szórakozni Maryt. A féltékeny és dühös Patrick bosszúból szélnek ereszti a hőlégballont, nem tudva, hogy kosarában a kis Carrie Ingalls bújt el... |     |                                                                            |                    |                                                 |                      |               |
| 79. | 12. | A két menyasszony (Here Come the Brides)                                   | William F. Claxton | John T. Dugan & Robert F. Metzler               | 1977. december 5.    | 412           |
| Adam és fia, Luke Simms új lakók, disznót tenyésztenek. Nellie beleszeret Luke-ba, de Mrs. Oleson nem örül ennek és eltiltja a lányát Luke-tól. Miss Beadle-t megkéri, hogy beszéljen a fiú apjával. Adam és Miss Eva Beadle egymásba szeretnek és Adam megkéri Miss Beadle kezét, csakúgy, mint Luke Nellie-ét. |     |                                                                            |                    |                                                 |                      |               |
| 80. | 13. | Indiánok (Freedom Flight)                                                  | Michael Landon     | Ron Chiniquy, Richalene Kelsay                  | 1977. december 12.   | 413           |
| Felfordítja a városka nyugalmát, amikor nomád indián törzs táborozik le a közelben, és vezetőjük Walnut Grove-ba érkezik, hogy orvosi segítséget kérjen beteg apjának. A polgárok az indián-fehér csatározások emlékétől felbolydulva felfegyverkeznek, hogy megtámadják az indiánokat. |     |                                                                            |                    |                                                 |                      |               |
| 81. | 14. | Vetélytársak (The Rivals)                                                  | William F. Claxton | Hindi Brooks                                    | 1978. január 9.      | 414           |
| Charles és Jonathan megkapnak egy fuvarozói állást, ami nagyon jövedelmező, de távol kell lenniük a családjuktól. Laura rájön, hogy szerelmes Jimmy Hillbe, akivel békászni szokott járni a patakhoz. Mary-től és Nellie-től kér tanácsot arról, hogy mit szeretnek a fiúk és úgy alakítja saját stílusát is, ahogy szerinte a fiúk szeretik: például kibontott hajjal megy iskolába. De Jimmy szívesebben játszik a fiús Samanthával, Laura pedig rettenetesen féltékeny lesz. |     |                                                                            |                    |                                                 |                      |               |
| 82. | 15. | A tanárnő (Whisper Country)                                                | Michael Landon     | John Hawkins                                    | 1978. január 16.     | 415           |
| Mary Ingalls lelkesen vállalkozik rá, hogy tanítói állást vállaljon az isten háta mögötti helyen. Figyelmeztetik ugyan, hogy nehézségei lesznek a zsarnoki természetű Miss Peellel, az iskola vezetőjével, kellemetlen fogadtatásra azonban nem számít. |     |                                                                            |                    |                                                 |                      |               |
| 83. | 16. | Amikor fiatalok voltunk (I Remember, I Remember)                           | William F. Claxton | Arthur Heinemann                                | 1978. január 23.     | 416           |
| Ingallsék a házassági évfordulójukra készülnek, de Charles nem érkezik haza időben. Caroline elkezd mesélni a megismerkedésükről, és megelevenedik az egykori történet: Charles félénk fiú volt és a tanára sem szerette. Ráadásul Harold, a tanár fia is szeretett Caroline körül sündörögni, így vele is összetűzésbe került. A bál előtt pedig megverték a nagyfiúk a kis Charles-t, aki így nem mert Caroline elé állni. Végül a "nagy Charles" is megérkezik és az évfordulót boldogan ünneplik. |     |                                                                            |                    |                                                 |                      |               |
| 84. | 17. | Légy a barátom! (Be My Friend)                                             | Michael Landon     | Michael Landon                                  | 1978. január 30.     | 417           |
| Laura egymás után több palackpostát is talál, melyeknek üzenete ugyanaz: "Légy a barátom!". Charles-szal elindulnak megkeresni a levelek küldőjét, és legközelebb egy kisbabát találnak, akit Laura Grace-nek nevez el, és "saját gyerekeként" bánik vele. Elindulnak megkeresni az igazi anyukát, és találnak is nyomokat: az egyik levélben küldött fénykép segítségével megtalálják a gyerek apját és együtt keresik tovább a lányt. Mikor végül az erdőben rátalálnak, mindenre fény derül: a lány apja nem is tudott az unokájáról, és a lányát minden olyantól védte, ami elválaszthatja tőle. Most viszont Grace visszakerül az anyukájához, és a fiatalok végre együtt lehetnek.   |     |                                                                            |                    |                                                 |                      |               |
| 85. | 18. | Az örökség (The Inheritance)                                               | William F. Claxton | Arthur Heinemann                                | 1978. február 6.     | 418           |
| Charles azt a hírt kapja, hogy hamarosan nagy örökséghez fog jutni. Hirtelen még Mrs. Oleson is kedves lesz hozzájuk, és Charles pénzt ajánl fel a templomnak egy orgonára, valamint az iskolai tankönyvekre. Mrs. Oleson hív egy újságírót, aki riportot szeretne készíteni velük. |     |                                                                            |                    |                                                 |                      |               |
| 86. | 19. | Az idegen (The Stranger)                                                   | Michael Landon     | Arthur Heinemann                                | 1978. február 13.    | 419           |
| Peter, Mrs. Oleson gazdag unokaöccse azért kerül Walnut Grove-ba, hogy tanuljon egy kis vidéki életet. A gyerekek kinevetik az öltözete miatt, és Olesonék rájönnek, ők nem alkalmasak a fiú megnevelésére, így Ingalls-ékhez kerül dolgozni. Megtanul úszni és talpraesett gyerekké válik, de amikor az apja és a nagyanyja megérkezik, megint szomorú lesz: apja nem örül annak, hogy megtanult úszni: nem is tudta, hogy nem tudott, és rájön, alig ismeri a fiát. De végül apa és fia kibékül és még néhány hónapig vidéken maradnak. |     |                                                                            |                    |                                                 |                      |               |
| 87. | 20. | A legbecsesebb ajándék (A Most Precious Gift)                              | Michael Landon     | Carole Raschella & Michael Raschella            | 1978. február 27.    | 420           |
| Mrs. Simms-nek fia születik, és Caroline, aki szintén gyereket vár, most nagyon szeretne fiú szülni Charles-nak, akit viszont nem is érdekel, fiú lesz-e, vagy lány, hiszen egy fiút már elveszítettek. Laura megismerkedik a jövőlátó Madame Mariával, aki fiút jósol Caroline-nak. Carrie tojásokat visz haza és ki akarja őket költeni. Mary helyettesíti Mrs. Simmset az iskolában, ezért nagyon elfoglalt. Észre sem veszik, mennyire bántja Caroline-t valami. A gyerekek átmennek Garvey-ékhoz, ahol Jonathan kicseréli Carrie záptojásait kismadarakra, így a kislány nagyon örül. Közben az új Ingalls családtag is megszületik: egy kislány, Grace Pearl Ingalls.                |     |                                                                            |                    |                                                 |                      |               |
| 88. | 21. | Integetni fogok utánad, 1. rész (I'll Be Waving as You Drive Away, part 1) | William F. Claxton | Carole Raschella & Michael Raschella            | 1978. március 6.     | 421           |
| Laura egy horgászás alkalmával megismerkedik Seth Bartonnal, aki új a városban. Laurának nagyon megtetszik Seth, de a fiú Mary-nek kezd udvarolni. Mary látása megromlik, és már nem jó neki az eddig használt szemüveg. Bár szerinte csak a sok olvasás erőltette meg a szemét, mert a tanári vizsgára készül, elmennek egy szemspecialistához, aki először csak egy erősebb szemüveget ad, de mikor már ez sem elég jó, újra visszamennek hozzá. |     |                                                                            |                    |                                                 |                      |               |
| 89. | 22. | Integetni fogok utánad, 2. rész (I'll Be Waving as You Drive Away, part 2) | William F. Claxton | Carole Raschella & Michael Raschella            | 1978. március 13.    | 422           |
| Mary egy reggelen arra ébred, hogy nem lát. Seth Barton elmondja neki, hogy hamarosan elköltöznek, mert nem tudnak megélni az egyre hanyatló városból. Mary állandóan azt hajtogatja, hogy nem akar láb alatt lenni, mégis amikor Caroline elmondja neki, hogy az iowai vakok iskolájába szeretnék küldeni őt, úgy érzi, mellőzni akarják. |     |                                                                            |                    |                                                 |                      |               |

### 5. évad (1978-1979)
| Sor. | Év. | Cím                                                               | Rendező            | Író                                                           | Premier              | Gyártási szám |
| --- | --- | ----------------------------------------------------------------- | ------------------ | ------------------------------------------------------------- | -------------------- | ------------- |
| 90. | 1.  | Amíg összetartozunk, 1. rész (As Long as We're Together, part 1)  | Michael Landon     | Michael Landon                                                | 1978. szeptember 11. | 501           |
| Walnut Grove-ban egyre nehezebb a megélhetés: az Ingalls család úgy dönt, követik Mary-t a Dakota tartománybeli Winokába, ahol Adam Kendall-lel egy új Vakok Iskoláját nyitnak. Nemsokára Garvey-ék és Olesonék is megérkeznek a zajos Winokába. |     |                                                                   |                    |                                                               |                      |               |
| 91. | 2.  | Amíg összetartozunk, 2. rész (As Long as We're Together, part 2)  | Michael Landon     | Michael Landon                                                | 1978. szeptember 18. | 502           |
| Ingallsék és hajdani szomszédaik, Garveyék és Olesonék lassan beleszoknak az új életbe, a zajos winokai mindennapokba. Új munkájukat is megkedvelik, ám minden felmerülő probléma újra és újra eszükbe juttatja a régi szép időket, a vidéki csendet és békét. |     |                                                                   |                    |                                                               |                      |               |
| 92. | 3.  | A Winoka harcosok (The Winoka Warriors)                           | William F. Claxton | John T. Dugan                                                 | 1978. szeptember 25. | 503           |
| A fiatal, vak Tom Carlin meg van győződve arról, hogy fogyatékossága miatt semmire sem jó: értéktelennek hiszi magát. Apja, Frank Carlin is azt gondolja, hogy fia taníttatása teljesen lehetetlen. Egy váratlan fordulat azonban megváltoztatja sorsukat... |     |                                                                   |                    |                                                               |                      |               |
| 93. | 4.  | A belső számít (The Man Inside)                                   | Michael Landon     | Michael Landon                                                | 1978. október 2.     | 504           |
| John Bevins rendkívül kövér, és ez nagyon bántja. Főleg az fáj neki, hogy lánya, Amelia szégyelli őt. Megpróbál minél jobban elrejtőzni az emberek szeme elől. Így aztán Laura Ingalls, amikor megpillantja Johnt, nem is sejti, hogy a férfi valójában barátnője, Amelia apja. Mint afféle gyerek, ártatlan tréfát követ el a "kövér bácsi" rovására. Nem tudja, hogy ezzel mekkora bajt csinált...                                                                                                  |     |                                                                   |                    |                                                               |                      |               |
| 94. | 5.  | Otthon, édes otthon, 1. rész (There's No Place Like Home, part 1) | Michael Landon     | Michael Landon                                                | 1978. október 9.     | 505           |
| Mindenki kezdi megelégelni ezt az életet, és Garvey-ék úgy döntenek, hazamennek. Otthon sok mindent újra kell kezdeni a szinte halott városban. Alden tiszteletest visszahívják, kihirdetik az iskola megnyitását, az öreg, élni nem akaró Mr. Hansont pedig rábírják, hogy higgyen a város feltámadásában. |     |                                                                   |                    |                                                               |                      |               |
| 95. | 6.  | Otthon, édes otthon, 2. rész (There's No Place Like Home, part 2) | William F. Claxton | Michael Landon                                                | 1978. október 16.    | 506           |
| (Az előző rész folytatódik) |     |                                                                   |                    |                                                               |                      |               |
| 96. | 7.  | Fagin (Fagin)                                                     | Michael Landon     | Carole Raschella & Michael Raschella                          | 1978. október 23.    | 507           |
| Albert egy kisborjút kap Charles-tól, amiért Laura nagyon féltékeny lesz, főleg mikor Albert elkezdi az ő apját apának szólítani. A borjú felnő és el akarják vinni versenyezni a vásárra, de Albert megszökik, úgy érzi, nincs helye Ingallséknél. |     |                                                                   |                    |                                                               |                      |               |
| 97. | 8.  | Harriet rovata (Harriet's Happenings)                             | William F. Claxton | John T. Dugan                                                 | 1978. október 30.    | 508           |
| Újságkiadás indul a városban, az újság címe: Toll és Ekevas. Eleinte mindenki nagyon örül ennek, de hamar kiderül, hogy valótlanságokkal van tele, és Harriet pletykarovata csak rontja a színvonalat. |     |                                                                   |                    |                                                               |                      |               |
| 98. | 9.  | Az esküvő (The Wedding)                                           | Michael Landon     | Arthur Heinemann                                              | 1978. november 6.    | 509           |
| Mary kezét végre megkérte Adam, de nagyon drága a vonatjegy, szekéren pedig már nem érnének oda az esküvőre, ezért csak Charles és Caroline tud elmenni hozzájuk. Eleinte minden jól megy, de Mary egyre idegesebb: úgy érzi, két vak ember nem vállalhatja egy látó gyermek felnevelését. |     |                                                                   |                    |                                                               |                      |               |
| 99. | 10. | Férfiak iskolája (Men Will Be Boys)                               | William F. Claxton | Arthur Heinemann                                              | 1978. november 13.   | 510           |
| Albert és Andy úgy érzik, elérték a férfikort, és dolgozni kezdenek az iskolai szünetben, amit szívesen folytatnának utána is. Charles és Jonathan próbatételként elküldik őket gyalogosan Sleepy Eye-ba egy levélért, de titokban követik őket, nehogy bajuk essen. |     |                                                                   |                    |                                                               |                      |               |
| 100. | 11. | A csalók (The Cheaters)                                           | William F. Claxton | Don Balluck                                                   | 1978. november 20.   | 511           |
| Andy jegyei romlanak és ez kínos az anyjának, Mrs. Garveynak, hiszen most ő a tanár Walnut Grove-ban. Nellie Oleson felajánlja neki, hogy segít. Minden órán írnak egy dolgozatot, a végén pedig egy témazárót, és Nellie bevallja Andynek, hogy mindig csal. |     |                                                                   |                    |                                                               |                      |               |
| 101. | 12. | Elvakultan, 1. rész (Blind Journey, part 1)                       | William F. Claxton | Carole & Michael Raschella & John T. Dugan                    | 1978. november 27.   | 512           |
| Joe Kagan, az egyetlen fekete Walnut Grove-i, végre a gyülekezet tagjává válik. Mary-ék nem maradhatnak Winokában, mert Mr. Standish vette meg az épületet és azt mondja, neki nincs a vakokra szüksége. Walnut Grove-ban úgy határoznak, hogy befogadják a vakok iskoláját. Alden tiszteletes Mr. Hanson egyik régi házát ajánlja fel az iskola részére és elkezdik rendbe hozni. |     |                                                                   |                    |                                                               |                      |               |
| 102. | 13. | Elvakultan, 2. rész (Blind Journey, part 2)                       | William F. Claxton | Történet: John T. Dugan Tévéjáték: Carole & Michael Raschella | 1978. december 4.    | 513           |
| Walnut Grove-ban úgy határoznak, hogy befogadják a vakok iskoláját. Alden tiszteletes Mr. Hanson egyik régi házát ajánlja fel az iskola részére és elkezdik rendbe hozni. Egy másik iskolával, Mrs. Terhune-nel és diákjaival egyesülve indulnak el. Az út hosszú hazafelé, elég hosszú ahhoz, hogy a színes bőrű Mrs. Terhune és kis tanítványai megnyerjék Mrs. Olesont és minden előítéletét eloszlassák.                                                                                          |     |                                                                   |                    |                                                               |                      |               |
| 103. | 14. | A jótündér (The Godsister)                                        | Michael Landon     | Don Balluck                                                   | 1978. december 18.   | 514           |
| Carrie-vel senki sem foglalkozik: ha segíteni akar, csak elront valamit, és láb alatt van. Lauráék otthon dolgoznak, Charles pedig Jonathannal telefonvonalak kiépítésénél dolgozik. Carrie kitalál magának egy barátot, aki a mesék világába viszi el. |     |                                                                   |                    |                                                               |                      |               |
| 104. | 15. | A mesterember (The Craftsman)                                     | Michael Landon     | Paul Wolff                                                    | 1979. január 8.      | 515           |
| Albert a zsidó öregember, Isaac Singerman mellett inaskodik, ezért zsidóbarátnak csúfolják az iskolában. Albert azt mondja, hogy a zsidók ugyanolyan jók vagy rosszak, mint más emberek, de ebben már Laura sem áll mellette, mert fél, hogy őt is csúfolni kezdik. Nellie és Willie szerint a zsidóknak szarva van, és Albert elhiteti velük, hogy az öreg Singermannek is szarva van, ezért hord mindig kalapot. Laura segítségével egy pár szarvasaganccsal jól ráijesztenek az Oleson gyerekekre. |     |                                                                   |                    |                                                               |                      |               |
| 105. | 16. | Egy elvakult ötlet (Blind Man's Bluff)                            | William F. Claxton | Arthur Heinemann                                              | 1979. január 15.     | 516           |
| Jordan szülei válni készülnek, a fiú pedig a cirkuszosokhoz akar csatlakozni, és szorgalmasan gyakorolja mutatványait. Amikor egy rossz mozdulat után agyrázkódást kap, vaknak tetteti magát, hogy szülei az ápolása közben újra közelebb kerüljenek egymáshoz. |     |                                                                   |                    |                                                               |                      |               |
| 106. | 17. | Táncolj velem! (Dance with Me)                                    | Michael Landon     | Paul Wolff                                                    | 1979. január 22.     | 517           |
| Toby Noe, Ingallsék winokai ismerőse Walnut Grove-ban akar szerencsét próbálni. Beleszeret a dolgos és egyedülálló Amandába. Mr. Noe zongorázik, virágot visz, de minden hiába. Laura javaslatára megpróbálja féltékennyé tenni szíve hölgyét, de ez is balul sül el. |     |                                                                   |                    |                                                               |                      |               |
| 107. | 18. | A gyermekek hangja (The Sound of Children)                        | William F. Claxton | Carole & Michael Raschella                                    | 1979. február 5.     | 518           |
| Mary megtudja, hogy gyereke fog születni, ezért megpróbálja kibékíteni Adamet az apjával. Apa és fiú között akkor romlott meg a viszony, amikor Adam megvakult. Garveyék elutaztak egy időre, ezért helyettes tanító érkezik az iskolába, Miss Elliot. Albert mindent megtesz, hogy a szép és fiatal tanítónő közelében lehessen. |     |                                                                   |                    |                                                               |                      |               |
| 108. | 19. | A víziszörny (The Lake Kezia Monster)                             | Michael Landon     | John T. Dugan                                                 | 1979. február 12.    | 519           |
| Kezia Horn nem fizet adót, ezért elárverezik a házát a nagy parkkal és tóval együtt. Mrs. Oleson veszi meg nyaralónak. Meghívja a város lakóit szabadidős programokra és mivel Keziának nincs hová mennie, felfogadja őt szolgának. De Andy, Albert és Laura nem akarják cserben hagyni Keziát ezért kitalálják a Kezia-tavi szörny legendáját. |     |                                                                   |                    |                                                               |                      |               |
| 109. | 20. | A gyújtogató (Barn Burner)                                        | Michael Landon     | Don Balluck                                                   | 1979. február 19.    | 520           |
| Judd Larabbee-nak egyáltalán nem tetszik, hogy a színes bőrű Joe Kagan tervei alapján termelnek, és áron alul adja el a búzát, nehéz helyzetbe hozva ezzel a várost. Összeveszik Jonathannal és Andyt megveri, aki ezután elindul a szüleihez, de a lámpát az istállónál felejti. Az istálló leég és mindenki azt hiszi, hogy Larabbee tette. |     |                                                                   |                    |                                                               |                      |               |
| 110. | 21. | Az elátkozott ház (The Enchanted Cottage)                         | William F. Claxton | Don Balluck                                                   | 1979. február 26.    | 521           |
| Mary hirtelen fényt kezd látni és ez egyre gyakrabban jelentkezik. Charles szemorvoshoz viszi, és biztató választ kapnak. Laura annyira biztos a dologban, hogy elkezd egy régi házat felújítani Marynek és Adamnek. Albert hiába figyelmezteti, hogy ne legyen biztos abban, hogy Mary visszanyeri a látását, mert rossz lesz, ha csalódnia kell. |     |                                                                   |                    |                                                               |                      |               |
| 111. | 22. | Valaki kell, hogy szeressen (Someone Please Love Me)              | William F. Claxton | Michael Landon                                                | 1979. március 5.     | 522           |
| Charles lovakat vásárolni megy egy gazdag családhoz, és hamarosan rájön, hogy az apa iszik és rosszul bánik a családjával, amióta legidősebb fia meghalt. Charles megsajnálja a gyerekeket, és egyre több időt tölt a családdal, programokat szervez a gyerekeknek. |     |                                                                   |                    |                                                               |                      |               |
| 112. | 23. | A járvány (Mortal Mission)                                        | William F. Claxton | John T. Dugan                                                 | 1979. március 12.    | 523           |
| A betegségben elpusztult birkák húsát olcsón árulják a városban, de hamarosan járvány tör ki. A vakiskolában ideiglenes kórházat állítanak fel. Dr. Baker és Hester Sue Terhune ápolják a betegeket. Mikor már Nels, Nellie, Willie, Adam, Laura, Albert, Andy és Alice is beteg, Charles és Jonathan elindulnak az érkező gyógyszerért. |     |                                                                   |                    |                                                               |                      |               |
| 113. | 24. | Odüsszeia (The Odyssey)                                           | Michael Landon     | Carole & Michael Raschella                                    | 1979. március 19.    | 524           |
| A tizenéves Dylan megtudja, hogy leukémiás. Nagy álmát azonban, hogy lássa az óceánt, nem adja fel. Alberttel és Laurával elindulnak, és egy öregember segítségével felszöknek a vonatra. Laura üzenetet hagyott Carrie születésnapi ajándékában, ezért Charles utánuk indul. |     |                                                                   |                    |                                                               |                      |               |

### 6. évad (1979-1980)
| Sor. | Év. | Cím | Rendező            | Író                                                | Premier              | Gyártási szám |
| --- | --- | --- | ------------------ | -------------------------------------------------- | -------------------- | ------------- |
| 114. | 1.  | Újra az iskolában, 1. rész (Back to School, part 1)                                                             | Michael Landon     | Michael Landon                                     | 1979. szeptember 17. | 601           |
| Nellie a nyári szünetben záróvizsgát tett, és egy éttermet kap ajándékba, amely az Oleson-házzal szemben épült. Mrs. Oleson szerint egy étterem vezetőjeként könnyebben fog férjet találni, ahogy neki is volt egy kis vegyesboltja, mielőtt férjhez ment volna. Új tanárnő érkezik a városba: Miss Eliza Jane Wilder. |     | |                    |                                                    |                      |               |
| 115. | 2.  | Újra az iskolában, 2. rész (Back to School, part 2)                                                             | Michael Landon     | Michael Landon                                     | 1979. szeptember 24. | 602           |
| Új tanárnő érkezik a városba: Miss Eliza Jane Wilder. Laurának azonnal megtetszik a tanárnő öccse, Almanzo Wilder. Minden lehetőséget megragad, hogy a közelébe férkőzzön, például azt mondja, otthon felejtette a könyveit, így Almanzo hazaviszi őt szekéren. Nellie nem tud főzni és nem érdekli őt az étterem, ezért felveszik Caroline-t szakácsnak. |     | |                    |                                                    |                      |               |
| 116. | 3.  | A családfa (The Family Tree)                                                                                    | William F. Claxton | Vince Gutierrez                                    | 1979. október 1.     | 603           |
| Családfát kell készíteni az iskolában, és Albertet többen is csúfolják, amiért nincs igazi családja. A fiú szeretné, ha törvényesen is örökbe fogadnák. Charles és Caroline elutaznak az árvaházhoz, ahonnan Albert megszökött, hogy törvényesítsék az örökbefogadást. |     | |                    |                                                    |                      |               |
| 117. | 4.  | A harmadik csoda (The Third Miracle)                                                                            | Michael Landon     | Kenneth Hunter                                     | 1979. október 8.     | 604           |
| Adamnek ítélik a Braille-díjat, de fél attól, hogy a díjátadón beszédet kell mondania. St. Paulba kell utazniuk, hogy átvegye a díjat, de nincs rá elég pénzük. Laura és Albert viszont éppen készülnek eladni a mézet, mert méhészkedéssel foglalkoztak. A mézet és a méhkast eladják Mrs. Olesonnak, és a pénzből Mary-ék el tudnak utazni. Ám a postakocsit szerencsétlenség éri. |     | |                    |                                                    |                      |               |
| 118. | 5.  | Annabelle (Annabelle)                                                                                           | William F. Claxton | Del Reisman                                        | 1979. október 15.    | 605           |
| London és cirkusza előadást tart Walnut Grove-ban, és a gyerekek segítenek nekik a szervezésben, cserébe mindenki két ingyen jegyet kap. Laura meghívja Almanzót, de ő már elhívta Christyt, akinek Laura varrja az új ruháját. Nels Oleson rájön, hogy a cirkusz kövér hölgye Annabelle, a testvére. |     | |                    |                                                    |                      |               |
| 119. | 6.  | Nősül a papunk! (The Preacher Takes A Wife)                                                                     | Maury Dexter       | Történet: John T. Dugan Tévéjáték: Blanche Hanalis | 1979. október 22.    | 606           |
| Alden tiszteletes, mikor egyik idős és magányos híve meghal, rájön, hogy ő is egyedül fog maradni. Megismerkedik az özvegy Annával, És amikor Alden beteg lesz, Anna ápolja őt. Harriet meglátja, amint megcsókolják egymást és rögtön új papot hív a városba. Azonban azt a papot küldik, aki korábban a jegyese volt, de végül pap lett belőle. |     | |                    |                                                    |                      |               |
| 120. | 7.  | Különös álom (The Halloween Dream)                                                                              | Michael Landon     | Michael Landon                                     | 1979. október 29.    | 607           |
| Nellie halloweeni partijára Laura és Albert indiánnak öltöznek, de lepihennek egy kicsit a hajnalig tartó parti előtt. Albert azt álmodja, hogy elrabolják őket az indiánok, mert azt hiszik, hogy ő Rohanó Bika Fia, aki a fegyvereket hozza. Lóhúst esznek, Laurát fiúnak nézik és azt hiszik, Tökfejnek hívják, mert Albert egyszer így nevezte. Charles megpróbálja megmenteni őket, aztán megszöknek, de mire visszaérnek, Rohanó Bika Fia megérkezik és üldözni kezdi őket. Mikor Albert felébred, elindulnak és Willie-vel találkoznak, aki pont úgy néz ki a jelmezében, mint Rohanó Bika Fia. |     | |                    |                                                    |                      |               |
| 121. | 8.  | Mr. Edwards visszatér (The Return of Mr. Edwards)                                                               | Michael Landon     | Arthur Heinemann                                   | 1979. november 5.    | 608           |
| Mr. Edwardsra rázuhan egy kidőlő fa, és lebénul a lába. A férfi mély depresszióba esik, ezért Grace levelet ír Charles-nak, aki Laurával együtt elmegy hozzájuk látogatóba. Edwards hirtelen vidám lesz és vadászni mennek, de kiderül, hogy meg akar halni, balesetnek álcázva öngyilkosságát. |     | |                    |                                                    |                      |               |
| 122. | 9.  | Meghalt a király (The King Is Dead)                                                                             | Michael Landon     | Michael Landon                                     | 1979. november 12.   | 609           |
| Az öreg birkózó és két szélhámos barátja elhitetik Jonathannal, hogy nagyon jó birkózó, aki erre benevez egy meccsre. Egész Walnut Grove lázban ég, mindenki Big John Garvey-ra teszi a tétjeit. A csalás egyszerű: az öreg birkózó hagyja magát legyőzni, majd másnap a győztesnek a fiatallal kell megmérkőznie, aki már nem hagyja magát. De az idős birkózónak meghal a felesége, és elhatározza, hogy segít Jonathannak, és ő indul helyette. |     | |                    |                                                    |                      |               |
| 123. | 10. | A hitgyógyász (The Faith Healer)                                                                                | Maury Dexter       | Don Balluck                                        | 1979. november 19.   | 610           |
| Új pap és egyben varázslatos gyógyító érkezik, és Alden szinte minden hívét elcsábítja a saját szertartásaira, ahol látványosan gyógyít betegeket. A fiatal Timothynak viszont vakbélgyulladása van, és a hitgyógyász hiába szünteti meg a fájdalmait, a betegség nem múlik el. |     | |                    |                                                    |                      |               |
| 124. | 11. | Az író (A szerző) (Author! Author!)                                                                             | William F. Claxton | Carole & Michael Raschella                         | 1979. november 26.   | 611           |
| Caroline szülei látogatóba indulnak Walnut Grove-ba, amikor megtudják, hogy Mary ismét gyermeket vár. Útközben Caroline anyja meghal, az apa pedig nagyon szomorú, nem tudják felvidítani. Régi történeteket kezd mesélni, és azt tanácsolják neki Ingallsék, hogy írja le őket, mert úgy látják, ez javít az idős ember hangulatán. Úgy döntenek, kiadják az írásait, de a könyvkiadás sokba kerül, ezért mindenki pénzt próbál keresni. |     | |                    |                                                    |                      |               |
| 125. | 12. | Félrekapcsolások (Crossed Connections)                                                                          | Michael Landon     | Don Balluck                                        | 1979. december 10.   | 612           |
| Telefonvonalat vezetnek be Walnut Grove-ban, és a telefonközpontot Harriet Oleson kezeli. Minden beszélgetést kihallgat, így azt is elsőként tudja meg, hogy Alice Garvey korábban már férjnél volt, és a férje most szabadult ki a börtönből. A pletykás Mrs. Oleson azonnal szétkürtöli a hírt a városban, és Jonathan Garvey kérdőre vonja a feleségét. Mikor Lauráék megtudják, hogy Mrs. Oleson kihallgatja a telefonbeszélgetéseket, Mr. Andersonnal, a bankárral szövetkezve megleckéztetik őt.                                                                                                 |     | |                    |                                                    |                      |               |
| 126. | 13. | A dühös szív (The Angry Heart)                                                                                  | William F. Claxton | Del Reisman                                        | 1979. december 17.   | 613           |
| Brewster és Virginia Davenport nagyon örülnek, hogy tizenhét éves unokájuk meglátogatja őket. Ám hamar kiderül, a fiút azért küldte vidékre özvegy édesanyja, mert nem tudta fegyelmezni őt a nyüzsgő Chicagóban. A fiú nem tud beilleszkedni a vidéki világba, zsarnoki édesapja emléke túl erősen él benne, és úgy érzi, nem bízhat senkiben, nincs szüksége senkire. Ellopja Charles régi zsebóráját, és Mankatóba megy, ahol rögtön el is veszíti kártyán. |     | |                    |                                                    |                      |               |
| 127. | 14. | A walnut grove-i farkasember (The Werewolf of Walnut Grove)                                                     | William F. Claxton | John T. Dugan                                      | 1980. január 7.      | 614           |
| Bartholomew apja Mrs. Olesonnal úgy döntenek, hogy Miss Wildernek kell távoznia, ha nem tudja megnevelni a diákjait. Laura nagyon fél, mert ha Miss Wildert elküldik, akkor Almanzo is elmegy. Papírmasé figurákat kell készíteniük, és miután Bart a sajátját megcsináltatja egy kisdiákkal, és megállapodásukkal ellentétben nem fizet érte, Laura és Albert úgy döntenek, hogy megleckéztetik Bartot. Papírmasé sziklát készítenek és Laura kifesti Albertet farkasembernek. |     | |                    |                                                    |                      |               |
| 128. | 15. | Mi történt az '56-os osztállyal? (Akármi történt az 56-os osztállyal) (What Ever Happened to The Class of '56?) | Michael Landon     | John T. Dugan                                      | 1980. január 14.     | 615           |
| Chales és Caroline farmergyűlésre és 25 éves osztálytalálkozóra indulnak Milwaukee-ba. Meglepődnek a sok gazdag emberen, akik csak a pénzről tudnak beszélni. Sok régi ismerősük gyökeresen megváltozott, legtöbbjüknek látszólag mindene megvan. |     | |                    |                                                    |                      |               |
| 129. | 16. | A sötétség a barátom (Darkness Is My Friend)                                                                    | Michael Landon     | Vince R. Gutierrez                                 | 1980. január 21.     | 616           |
| Adam, Hester-Sue, Caroline és Mrs. Oleson elutaznak, hogy pénzadományt kérjenek a vakok iskolája számára. Laura úgy tervezi, ott alszik Marynél, hogy ne legyen egyedül. Közben vihar kerekedik, és három szökött fegyenc támadja meg őket. |     | |                    |                                                    |                      |               |
| 130. | 17. | Néma fogadalmak (Silent Promises)                                                                               | Maury Dexter       | Carole & Michael Raschella                         | 1980. január 28.     | 617           |
| Laura a tizenéves siket Daniel Page-et tanítja jelbeszédre, hogy kommunikálni tudjon. Jól is megy a tanulás mindaddig, míg Laura rá nem ébred, hogy Daniel szerelmes lett belé. |     | |                    |                                                    |                      |               |
| 131. | 18. | Legyetek örökké büszkék rám!, 1. rész (May We Make Them Proud, part 1)                                          | Michael Landon     | Michael Landon                                     | 1980. február 4.     | 618           |
| Pikniket tartanak a vakok iskolája körül, és szinte az egész város ott van. Albert és egy barátja ellopnak egy pipát, és a pincében meggyújtják. Amikor Hester-Sue rajtakapja őket, otthagyják a pipát és felmennek. A pipa azonban tovább ég. |     | |                    |                                                    |                      |               |
| 132. | 19. | Legyetek örökké büszkék rám!, 2. rész (May We Make Them Proud, part 2)                                          | Michael Landon     | Michael Landon                                     | 1980. február 4.     | 619           |
| Mikor Hester-Sue kinyitja a pinceajtót, a lángok felcsapnak és a tűz tovább terjed. Gyorsan elkezdik kiterelni a vak gyerekeket, és Alice még visszamegy egy beszorult gyerekért, amikor rájön, hogy a kis Adam még benn van. |     | |                    |                                                    |                      |               |
| 133. | 20. | Egyre vadabbul (Wilder and Wilder)                                                                              | Maury Dexter       | John T. Dugan                                      | 1980. február 11.    | 620           |
| Almanzo és Eliza Jane Wildert váratlanul meglátogatja világjáró öccsük, Perley-Day. Laura és Charles találkoznak vele először, és Charles szeretné, ha Laura inkább Perley-Day iránt érdeklődne Almanzo helyett, akit túl idősnek talál a lányához. Laura felajánlja neki, hogy elkíséri Wilderékhez. Útközben találkoznak Almanzóval, aki az új lovát, Barnumot próbálja betörni. |     | |                    |                                                    |                      |               |
| 134. | 21. | A legszebb férfikor (Second Spring)                                                                             | William F. Claxton | John T. Dugan                                      | 1980. február 18.    | 621           |
| Nels Oleson megelégeli, hogy minden ház körüli munkát ő végez, és úgy dönt, egy kis időre elutazik. Fölcsap vándorárusnak, és egy Molly nevű hölgy szállójába költözik. Nagyon jól érzi magát, feledni próbálja a családját, nem is vallja be Mollynak, hogy nős. Azonban Charles benéz hozzájuk, hogy híreket vigyen Harrietnek a férjéről, és meglátja, amint Nels megcsókolja Mollyt. |     | |                    |                                                    |                      |               |
| 135. | 22. | Drága 16 éves (Sweet Sixteen)                                                                                   | Michael Landon     | John T. Dugan                                      | 1980. február 25.    | 622           |
| Laura leteszi a tanári vizsgát és ideiglenes állást kap egy iskolában, ahol az idős tanár eltörte a lábát. A diákok eleinte nem viselkednek jól, sokak szerint Laura túl alacsony és túl fiatal ahhoz, hogy tanár legyen. Laura vesz magának egy pár magas sarkú cipőt, és amikor Almanzo érte jön hétvégén, ő is idősebbnek látja. Caroline azt tanácsolja Laurának, hogy hagyja udvarolni Almanzót, ne omoljon azonnal a nyakába. Laura annyira visszafogott lesz, hogy Almanzo nem érti, miért változott meg éppen most, hiszen korábban rajongott érte.                                            |     | |                    |                                                    |                      |               |
| 136. | 23. | Szeret, nem szeret, 1. rész (He Loves Me, He Loves Me Not, part 1)                                              | Michael Landon     | Michael Landon                                     | 1980. május 5.       | 623           |
| Almanzo megkéri Laura kezét, de amikor Charles azt mondja, várjanak két évet a házassággal, míg Laura 18 éves lesz, Almanzo elmegy a városból. Laura szomorú, de a vakiskola újraszervezésén kezd dolgozni, azonban Adam apja, aki támogatta volna őket, hirtelen meghal. |     | |                    |                                                    |                      |               |
| 137. | 24. | Szeret, nem szeret, 2. rész (He Loves Me, He Loves Me Not, part 2)                                              | Michael Landon     | Michael Landon                                     | 1980. május 12.      | 624           |
| Laura elkíséri Adamet New Yorkba, ahol kiderül, semmit sem örököltek. Hazafelé Sleepy Eye-ban találnak egy nagy házat, amit havi 40 dollárért kivehetnének. Houston, a tulajdonos kéthavi előleget kér, de Laura csak 60 dollárt tud fizetni. Csodálkozva veszi tudomásul, hogy a havi díj 30 dollárra csökkent, így éppen ki tudja bérelni az épületet. Nem is sejti, hogy Almanzo fizette ki a hiányzó 20 dollárt. |     | |                    |                                                    |                      |               |

### 7. évad (1980-1981)
| Sor. | Év. | Cím                                                          | Rendező            | Író                        | Premier              | Gyártási szám |
| --- | --- | ------------------------------------------------------------ | ------------------ | -------------------------- | -------------------- | ------------- |
| 138. | 1.  | Laura Ingalls Wilder, 1. rész (Laura Ingalls Wilder, part 1) | Michael Landon     | Michael Landon             | 1980. szeptember 22. | 701           |
| Almanzo megvesz egy földet és ismét megkéri Laura kezét. Arról azonban hallani sem akar, hogy Laura a házasság után tanítson. Összevesznek, és Laura visszaadja neki a jegygyűrűt. Laura a környékbeli Randor-ban kap tanár állást, amelyet szívesen elfogadna. Eliza Jane is udvarlót talál magának Harve Miller személyében, aki Almanzo régi ismerőse, de kiderül, a férfi csak barátként tekint rá, és valójában valaki mást készül feleségül venni. Eliza Jane szeretne segíteni Almanzónak, de azt is érzi, hogy túlságosan egymásra vannak utalva az öccsével, ideje elszakadniuk. Azt mondja Almanzónak, hogy Harve Miller megkérte a kezét, így Laurára szükség van a Walnut Grove-i iskolában, amit már Almanzo is el tud fogadni. Az Ingalls szülők éppen Sleepy Eye-ban ünneplik Mary és Adam házassági évfordulóját. Laura, Almanzo és Eliza Jane is odautaznak, és azonnal össze is házasodnak. Charles találkozik Eliza Jane állítólagos vőlegényével, és megtudja az igazságot, de megérti a szándékot, és nem szól róla senkinek. |     |                                                              |                    |                            |                      |               |
| 139. | 2.  | Laura Ingalls Wilder, 2. rész (Laura Ingalls Wilder, part 2) | Michael Landon     | Michael Landon             | 1980. szeptember 29. | 702           |
| Laura a környékbeli Randor-ban kap tanár állást, amelyet szívesen elfogadna. Eliza Jane is udvarlót talál magának Harve Miller személyében, aki Almanzo régi ismerőse, de kiderül, a férfi csak barátként tekint rá, és valójában valaki mást készül feleségül venni. |     |                                                              |                    |                            |                      |               |
| 140. | 3.  | Újrakezdés (A New Beginning)                                 | William F. Claxton | John T. Dugan              | 1980. október 6.     | 703           |
| Jonathan Garvey és fia, Andy beköltöznek Sleepy Eye-ba. Andynek nem tetszik a városi élet. A város nyugalmát a gazdag Tim Mahoney és tolvaj bandája is zavarja, akik ellen a seriff semmit sem tud tenni. Jonathan segíteni próbál neki, ezért felfogadja őt seriffhelyettesnek. |     |                                                              |                    |                            |                      |               |
| 141. | 4.  | Mindent bele! (Fight Team Fight!)                            | Michael Landon     | Don Balluck                | 1980. október 13.    | 704           |
| Pete, a nagyszerű focista elvállalja az iskolai csapat edzőségét. A fiúk azonban egyre kevésbé lelik örömüket a játékban, mert Pete túlhajtja őket, és a tanulásra sem marad idejük. Ráadásul a fia is utálja az egészet, csak azt akarja, hogy az apja büszke legyen rá. |     |                                                              |                    |                            |                      |               |
| 142. | 5.  | Egy néma kiáltás (The Silent Cry)                            | Michael Landon     | Michael Landon             | 1980. október 20.    | 705           |
| Az árvaházból megszökik két kisgyerek, Josh és Michael, mert véletlenül meghallják, hogy egy házaspár örökbe fogadná az idősebb Josh-t. Houstonnál húzzák meg magukat, aki elbújtatja őket. A kisebbik fiú, Michael egyáltalán nem beszél, nagyon félénk, ezért nem akarják őt örökbe fogadni. |     |                                                              |                    |                            |                      |               |
| 143. | 6.  | A szeretet képe (Portrait of Love)                           | William F. Claxton | Michael Landon             | 1980. október 27.    | 706           |
| Annie Crane, bár szinte teljesen vak, nagyon szépen tud festeni. A nevelőszülei nagyon örülnek, amikor Caroline megmutatja a képeket egy kereskedőnek, aki kiállítást szeretne rendezni Annie képeiből. Megjelenik róla egy cikk az újságban, ami alapján az igazi anyja ráismer elhagyott lányára. |     |                                                              |                    |                            |                      |               |
| 144. | 7.  | Válás Walnut Grove-ban (Divorce, Walnut Grove Style)         | Michael Landon     | Don Balluck                | 1980. november 10.   | 707           |
| Laura és Almanzo sokat veszekednek, mert Laurának sok dolga van az iskolában, és nem marad elég ideje a házimunkára. Mérgében hazaköltözik, de a szülei meggyőzik, hogy próbáljon beszélni a férjével. Amikor azonban békülő szándékkal hazamegy, ez a kiírás fogadja a konyhaasztalon: Egyetlen szerelmem, Brenda Sue. |     |                                                              |                    |                            |                      |               |
| 145. | 8.  | Kedves Albert!... (Dearest Albert, I'll Miss You)            | Michael Landon     | Michael Landon             | 1980. november 17.   | 708           |
| Az iskolában mindenki kap egy-egy levelet minneapolisi diákoktól, hogy levelezőtársakat szerezzenek. Minden levelet Laurának kell adni, aki kijavítja, osztályozza, majd pedig elküldi őket. Albert Leslie Bartonnal levelez, aki előtt magas és erős fiatalembernek tünteti fel magát, Leslie pedig a balett- és teniszóráiról ír, pedig már két éve, egy baleset óta tolókocsihoz van kötve. |     |                                                              |                    |                            |                      |               |
| 146. | 9.  | A rövidebb út (The In-laws)                                  | William F. Claxton | Don Balluck                | 1980. november 24.   | 709           |
| Charles és Almanzo betársul Jonathan fuvarozó cégéhez. Mivel nem tudják eldönteni, melyikük útvonala a rövidebb, fogadást kötnek: amelyikük először érkezik meg, azt a másikuk felesége meghívja vacsorára. De ha egyikük sem ér oda 1 órára, akkor ők főznek. Útjuk igencsak kalandosan alakul. |     |                                                              |                    |                            |                      |               |
| 147. | 10. | Látni a fényt, 1. rész (To See the Light, part 1)            | Michael Landon     | Michael Landon             | 1980. december 1.    | 710           |
| Adam egy robbanásban agyrázkódást szenved, és a kórházban felébredve meglepetten veszi észre, hogy újra lát. Le van nyűgözve, főleg amikor Mary-t meglátja, azt mondja, sokkal szebb, mint amilyennek elképzelte. |     |                                                              |                    |                            |                      |               |
| 148. | 11. | Látni a fényt, 2. rész (To See the Light, part 2)            | Michael Landon     | Michael Landon             | 1980. december 8.    | 711           |
| Adam annyira boldog, hogy újra lát, hogy ez már rosszul esik Marynek. Adam kíváncsiságból beül egy bírósági tárgyalásra, majd pedig elkezd tanulni a jogi iskola felvételi vizsgájára. Este megtámadják és kórházba kerül, de másnap reggel elrohan a felvételire. |     |                                                              |                    |                            |                      |               |
| 149. | 12. | Oleson kontra Oleson (Oleson Versus Oleson)                  | William F. Claxton | Chris Abbott               | 1981. január 5.      | 712           |
| Mr. és Mrs. Oleson nagyon összevesznek, és Nels beköltözik Nellie fogadójába. Este elmegy egy nőjogi aktivista előadására, ahol megtudja, mennyiféle joga van egy férjnek, amit Harriet mellett rég elfelejtett már. Aztán Mrs. Oleson költözik a szállóba, Nels pedig haza. Egyre több nő áll az aktivista mellé, és Caroline arra ösztönzi a feleségeket, hagyják otthon férjeiket és költözzenek a szállóba, amíg alá nem írják a petíciót a nők jogaiért. |     |                                                              |                    |                            |                      |               |
| 150. | 13. | Vitassuk meg együtt! (Come, Let Us Reason Together)          | Michael Landon     | Carole & Michael Raschella | 1981. január 12.     | 713           |
| Percival szülei látogatóba érkeznek, hogy meggyőződjenek, születendő unokájuk zsidó lesz. Benjamin Cohen, az apa sokat vitatkozik Mrs. Olesonnal, és a fiatalok teljesen kikészülnek ettől, Nellie nagyon szomorú és sokat sír. Olesonéknak az is nehézséget okoz, hogy hozzászokjanak a zsidó szokásokhoz, szertartásokhoz. |     |                                                              |                    |                            |                      |               |
| 151. | 14. | Az unokaöcsikék (The Nephews)                                | William F. Claxton | Chris Abbott               | 1981. január 19.     | 714           |
| Almanzo bátyja, Royal és felesége, Millie nyaralni mennek és két bajkeverő kisfiukat Almanzóék gondjára bízzák. A gyerekek igyekeznek megkeseríteni Almanzóék életét. |     |                                                              |                    |                            |                      |               |
| 152. | 15. | Az ének hatalma (Make a Joyful Noise)                        | William F. Claxton | Kathleen McGhee-Anderson   | 1981. január 26.     | 715           |
| A gyerekek egy éneket tanulnak, amiben egy nemrég megvakult kisfiúnak is lennel egy szólója, de az amúgy is zárkózott fiú, akinek egy kis ideje Joe adott bokszleckéket, most teljesen reménytelenné válik. Aztán mégis énekelni kezd, és Mary úgy dönt, ezt Hester-Sue-nak is hallania kell. |     |                                                              |                    |                            |                      |               |
| 153. | 16. | Isten vele, Mrs. Wilder! (Goodbye, Mrs. Wilder)              | William F. Claxton | Don Balluck                | 1981. február 2.     | 716           |
| Harriet Oleson nincs megelégedve a tanítás színvonalával, ezért Laura elhagyja az iskolát. Mrs. Oleson lesz az új tanár, és művészettörténetet, illetve franciát kezd tanítani, és egyenruhát vezet be. Többeknek nincs pénze a teljes egyenruhához, Albert pedig a szoros zokni helyet szénnel keni be a lábát. Albert azt tervezi, hogy lejáratják Mrs. Olesont az érkező iskolatanács előtt, és ha nem kapnak anyagi támogatást, Mrs. Oleson nem akar majd többé tanítani. |     |                                                              |                    |                            |                      |               |
| 154. | 17. | Sylvia, 1. rész (Sylvia, part 1.)                            | Michael Landon     | Michael Landon             | 1981. február 9.     | 717           |
| A fiúk leskelődnek a tizennégy éves lány, Sylvia szobája ablakában. Amikor az apja észreveszi őket, csak Albertet tudja elkapni, a többiek elfutnak. Mrs. Oleson nagyon felfújja az ügyet, pedig Willie is ott volt. Mikor Sylvia hazafelé tart, egy álarcos férfi megtámadja. |     |                                                              |                    |                            |                      |               |
| 155. | 18. | Sylvia, 2. rész (Sylvia, part 2)                             | Michael Landon     | Michael Landon             | 1981. február 16.    | 718           |
| Albert megvédi Sylviát a többi fiúval szemben, és lassanként egymásba szeretnek. A lány apja eltiltja Sylviát Alberttől; a lány egy nap összeesik az iskolában, s ekkor kiderül, hogy állapotos. Sylviát már a házból sem nagyon engedi ki az apja, de ő mégis találkozik Alberttel... |     |                                                              |                    |                            |                      |               |
| 156. | 19. | A vak igazság (Blind Justice)                                | Maury Dexter       | Carole & Michael Raschella | 1981. február 23.    | 719           |
| Adam befejezi az egyetemet és Walnut Grove-ban nyit ügyvédi irodát, miután sehol sem kap állást Sleepy Eye-ban. Első ügye nagyon bonyolult, ugyanis egy férfi földeket adott el a walnut grove-iaknak, de egy nagy esőzés az egészet elöntötte, és ezért felelősségre vonják. Ő azt állítja, nem készült felmérés a föld állapotáról, de ez nem igaz. Mivel Adam elvállalta a védelmét, rossz szemmel néznek az egész családra. |     |                                                              |                    |                            |                      |               |
| 157. | 20. | Másodszor is igen (I Do, Again)                              | William F. Claxton | Don Balluck                | 1981. március 2.     | 720           |
| Laura megtudja, hogy gyermeket vár, és Caroline is ezt hiszi magáról, azonban kiderül, hogy már nem lehet több gyereke. Ezt nem akarja Charles-nak elmondani, és azt mondja neki, hogy elveszítette a gyermeket, Charles azonban véletlenül mégis megtudja. |     |                                                              |                    |                            |                      |               |
| 158. | 21. | A kis árvák, 1. rész (The Lost Ones, part 1)                 | Michael Landon     | Don Balluck                | 1981. május 4.       | 721           |
| Albert és Charles Sleepy Eye-ban vannak Garvey-éknál. Egy család érkezik, akik átutazóban vannak, egy rokonukhoz készülnek, és aranymosásból szeretnének meggazdagodni. Útbaigazítást kérnek Charles-éktól, de egy veszélyes útszakaszon a szülők kocsja a mélybe zúdul, és mindketten meghalnak. |     |                                                              |                    |                            |                      |               |
| 159. | 22. | A kis árvák, 2. rész (The Lost Ones, part 2)                 | Michael Landon     | Don Balluck                | 1981. május 11.      | 722           |
| A két gyerek, James és Cassandra Charles-ékkal utaztak, és Charles elviszi a kis árvákat Jed bácsihoz, akihez szüleikkel készültek menni. Az idős férfi nem vállalja el a gyerekeket, így Charles-nak árvaházba kell vinnie őket. Fel is rakják őket a vonatra és elindulnak, de Albert elkezd mesélni az árvaházi életről... |     |                                                              |                    |                            |                      |               |

### 8. évad (1981-1982)
| Sor. | Év. | Cím                                                                       | Rendező        | Író                          | Premier            | Gyártási szám |
| --- | --- | ------------------------------------------------------------------------- | -------------- | ---------------------------- | ------------------ | ------------- |
| 160. | 1.  | Nellie reinkarnációja, 1. rész (The Reincarnation of Nellie, part 1)      | Michael Landon | Michael Landon               | 1981. október 5.   | 801           |
| Nellie és Percival New Yorkba utazott, és amikor Percival apja meghal, végleg ott maradnak, és Percival folytatja az apja üzletét. Mrs. Oleson nagyon rosszul viseli, hogy elveszítette Nellie-t, Dr. Baker szerint jó ötlet lenne örökbefogadniuk egy árva kislányt. |     |                                                                           |                |                              |                    |               |
| 161. | 2.  | Nellie reinkarnációja, 2. rész (The Reincarnation of Nellie, part 2)      | Michael Landon | Michael Landon               | 1981. október 12.  | 802           |
| Mary és Adam is New Yorkba költöznek, mert Adam nem tud jogászként megélni Walnut Grove-ban. Nels és Harriet Oleson meglátogatnak egy árvaházat, és Mrs. Oleson kiválasztja a legrosszabb magaviseletű, legengedetlenebb kislányt, Nancy-t, aki némi átalakítás után majdnem tökéletes hasonmása lesz Nellie-nek, vagy még nála is rosszabb. |     |                                                                           |                |                              |                    |               |
| 162. | 3.  | A baj nem jár egyedül (Growin' Pains)                                     | Maury Dexter   | Larry Bischof                | 1981. október 19.  | 803           |
| James úgy érzi, Ingallsék már megbánták, hogy örökbe fogadták őket: nélkülük is elég zsúfolt lenne a ház, öt gyerekkel pedig hatalmas kavarodással és fejetlenséggel jár egy egyszerű reggeli készülődés is. Amikor véletlen eltöri Albert borotváját, majd kiderül, hogy az új borotvát a boltból lopta, úgy érzi, menekülnie kell. |     |                                                                           |                |                              |                    |               |
| 163. | 4.  | Fekete tudor (Dark Sage)                                                  | Maury Dexter   | Vince Gutierrez              | 1981. október 26.  | 804           |
| Dr. Baker segítséget hív, mert már nem tudja egyedül ellátni az összes betegét. Az új sebészdoktor fekete bőrű. Dr. Baker Alden atyát kéri meg, hogy mutassa be a gyülekezetnek a házaspárt, mondván, ő nem ér rá, valójában pedig otthon van. Semmi fontos dolgot nem bíz az új orvosra, és amikor kiviszi a gyógyszert egy kismamához, a férje nagyon támadón lép föl. Úgy döntenek, elköltöznek, de amikor a kismama szülni kezd, Dr. Baker épp nincs otthon, tehát neki kell mennie. |     |                                                                           |                |                              |                    |               |
| 164. | 5.  | Többet ésszel (A Wiser Heart)                                             | Michael Landon | Chris Abbott                 | 1981. november 2.  | 805           |
| Waldo Emerson fog előadni. Eliza Jane beleszeret az előadójába, aki azonban Laurának tesz ajánlatot, nem törődve azzal, hogy férje van. Mikor Laura visszautasítja, megbuktatja őt, Eliza Jane-be pedig egy másik hallgató lesz szerelmes. Laura közben mosogat, hogy pénzt keressen, de végül eláztatják a főnökasszonyt. |     |                                                                           |                |                              |                    |               |
| 165. | 6.  | A nagy Gambini (Gambini the Great)                                        | Michael Landon | Jeri Taylor                  | 1981. november 9.  | 806           |
| Rudolpho Gambini, a mutatványos és családja Walnut Grove-ba érkezik. Albert sokat beszél Gambini fiával és kedvet kap a mutatványokhoz, de az ifjú szabadulóművészt Charles eltiltja Gambinitől, mondván, az ő fia orvos lesz, nem pedig páciens. Willie egy mutatvány közben kis híján fölrobbantja Nancy macskáját, és az egész város lázban ég a mutatványosoktól. |     |                                                                           |                |                              |                    |               |
| 166. | 7.  | Black Jake legendája (The Legend of Black Jake)                           | Michael Landon | Chris Abbott                 | 1981. november 16. | 807           |
| Nels Olesont elrabolja két kétbalkezes tolvaj, és akkora váltságdíjat követelnek Mrs. Olesontól, amit ő sokall a férjéért. Lassan az egész város a fogságukba esik. Dr. Baker, Alden atya és Mrs. Oleson is. |     |                                                                           |                |                              |                    |               |
| 167. | 8.  | Chicago (Chicago)                                                         | Michael Landon | John Hawkins & B.W. Sandefur | 1981. november 23. | 808           |
| Isaiah Edwards fia, John hamarosan végezne az egyetemmel, amikor közúti baleset áldozata lesz. Charles és Isaiah Chicagóba mennek, hogy kiderítsék az igazságot. Beszélnek azzal, aki állítólag elütötte John-t. Egy boltban megtalálják John óráját, és a feketebőrű kisfiú, aki eladta az órát, elmondja nekik, hogy egy hosszú kabátos ember húzta ki a már halott fiatalembert az útra.                                                                                              |     |                                                                           |                |                              |                    |               |
| 168. | 9.  | Csak Nancy szeressen (For the Love of Nancy)                              | Maury Dexter   | Chris Abbott                 | 1981. november 30. | 809           |
| Mrs. Oleson hosszabb bevásárlóútra megy, Nels gondjaira bízva Nancyt. Elmer Miles, az új tanuló igen kövér, és ezért csúfolják. Nancy viszont rájön, hogy nagyon jól ki tudná használni a fiút, aki mindent megtesz neki, még fogyókúrába is kezd... |     |                                                                           |                |                              |                    |               |
| 169. | 10. | A jövő útja (Wave of the Future)                                          | Maury Dexter   | Jeri Taylor                  | 1981. december 7.  | 810           |
| Olesonék éttermükkel csatlakoznak a Mrs. Sullivan konyhája étteremlánchoz, amely főnöke egy egykori hadiszakács, Mrs. Sullivan pedig nem is létezik. A gyorsétkezde sok pénzt hoz az első napokban, de Caroline, Hester-Sue és Olesonék nagyon kimerültek az első nap után... |     |                                                                           |                |                              |                    |               |
| 170. | 11. | Felejthetetlen karácsony (A Christmas They Never Forgot)                  | Michael Landon | Don Balluck                  | 1981. december 21. | 811           |
| Karácsonyra összegyűlik a család és Hester-Sue-val eljön Mary és Adam is, akik éppen most érkeztek New York-ból. Azt tervezik, hogy csak egy napra maradnak, de az időjárás mást mond: a kis házat szinte teljesen betemeti a hó. |     |                                                                           |                |                              |                    |               |
| 171. | 12. | A vadállat nem vad állat (No Beast So Fierce)                             | Michael Landon | Carole & Michael Raschella   | 1982. január 11.   | 812           |
| Gideon, James új barátja dadog és ezért csúfolják a gyerekek. Willie kifigurázza Gideont, és James is nevet rajta. Gideon ezt meglátja és elrohan. Charles és James a keresésére indul, de nem találják meg. Elmennek pár napra Sleepy Eye-ba, ahol egy farkaskutya kezdi követni őket, aki Charlesszal szemben vad, Jamesszel jámbor. |     |                                                                           |                |                              |                    |               |
| 172. | 13. | A Kőleves (Stone Soup)                                                    | Maury Dexter   | Peter Dixon                  | 1982. január 18.   | 813           |
| Almanzo elutazik, otthon pedig nagy szárazság és forróság van. Laura öntözi a kertet, tanít és nagyon rosszul van, Willie ájultan talál rá a farmon. Elrohan Dr. Bakerért, aki némileg rendbe hozza, de Caroline nem engedi, hogy még tanítson is, ő veszi át az iskolát. A tanítás után egy régi mesét mond a gyerekeknek, aminek a címe: Kőleves. |     |                                                                           |                |                              |                    |               |
| 173. | 14. | A hagyaték (The Legacy)                                                   | Michael Landon | Vince R. Gutierrez           | 1982. január 25.   | 814           |
| 1982-ben egy házaspár megvesz egy árverezésen egy 100 év körüli asztalt. Nem tudják, ki készítette, pedig benne van a monogram: C. I. Vissza a múltba: Charles asztalokat készít egy üzletnek. Amikor egy jó barátja, Jack Prescott meghal, eszébe jut, Jack mennyire szeretett volna valami halhatatlant, maradandót alkotni az utókornak... |     |                                                                           |                |                              |                    |               |
| 174. | 15. | Jed bácsi (Uncle Jed)                                                     | Maury Dexter   | Don Balluck                  | 1982. február 1.   | 815           |
| A rég nem látott rokon, az azóta meggazdagodott Jed Cooper látogatóba érkezik a Cooper gyerekekhez. Nagyon megszereti őket, és magával akarja vinni a két gyereket, bár ők nem akarnak menni, még ha magasabb életszínvonalon is élhetnének a bácsikájukkal. |     |                                                                           |                |                              |                    |               |
| 175. | 16. | Még egy esély (Még egy lehetőség) (Second Chance)                         | Maury Dexter   | Don Balluck                  | 1982. február 8.   | 816           |
| Hester-Sue volt férje, Sam Walnut Grove-ba jön, és feleségül akarja venni őt. Fogadkozik, hogy nem fog többé inni, hogy megváltozott, hogy hónapok óta nem nyúlt alkoholhoz, hogy mindig csak Hester-Sue-t szerette. Fuvaros lesz, de az áruért kapott pénzt elveszti ruletten, kártyán, majd azt mondja Hester-Sue-nak, hogy kirabolták. |     |                                                                           |                |                              |                    |               |
| 176. | 17. | Jó napok, rossz napok, 1. rész (Days of Sunshine, Days of Shadow, part 1) | Michael Landon | Don Balluck                  | 1982. február 15.  | 817           |
| Almanzót elkapja egy járvány, de a jégesőben mégis kimegy a farmra lázasan, és agyvérzést kap. Az egyik oldala lebénul, és nem is erőlteti meg magát, hogy javuljon az állapota. Ebben még az is segít, hogy Eliza Jane is meglátogatja és mindent megcsinál helyette, pedig Laura szerint javulna az állapota, mert a sok mozgatástól a kezét már tudja használni, csak a lábát nem. |     |                                                                           |                |                              |                    |               |
| 177. | 18. | Jó napok, rossz napok, 2. rész (Days of Sunshine, Days of Shadow, part 2) | Michael Landon | Chris Abbott                 | 1982. február 22.  | 818           |
| Laurának kislánya születik, Rose Wilder. De Almanzo ennek sem örül. Ám egy forgószél következtében az egész házuk összedől, és nem sok mindent tudnak kimenteni: egy üvegtányér és néhány muskátli, amelyeket Almanzo agyongondozott és mégsem nőttek, most pedig gyönyörűek. Ráismer ebben saját sorsára és most már rendbe akar jönni... |     |                                                                           |                |                              |                    |               |
| 178. | 19. | Az ígéret szép szó (A Promise to Keep)                                    | Michael Landon | Vince R. Gutierrez           | 1982. március 1.   | 819           |
| Nem bírja már elviselni Grace, Carl és Alicia, hogy Isaiah állandóan iszik John halála óta, és Carl születésnapját is tönkreteszi, és Grace kiadja az útját. Edwards tehát visszatér Walnut Grove-ba, de először csak azt mondja, hogy a család is nemsokára utánajön. |     |                                                                           |                |                              |                    |               |
| 179. | 20. | Segélykiáltás (A Faraway Cry)                                             | Maury Dexter   | Pamela Balluck & Don Balluck | 1982. március 8.   | 820           |
| Caroline régi iskolatársa és jó barátnője, Louisa levelet ír Caroline-nak, mert az aranyvidéken orvosra van szükség a járványban. Caroline és Dr. Baker a segítségükre sietnek, de sok halottja van a kórnak. |     |                                                                           |                |                              |                    |               |
| 180. | 21. | Tizenkettedik születésnap, 1. rész (He Was Only Twelve, part 1)           | Michael Landon | Paul W. Cooper               | 1982. május 3.     | 821           |
| A születésnapjára kapott pénzét James be akarja rakni a Sleepy Eye-i bankba. Meglát egy szép puskát, de Albert lebeszéli róla, jobb, ha bankba viszi. A bankon rablók ütnek rajt, és Jamest véletlenül lelövik. Charles, Albert és Isaiah a bűnözők keresésére indulnak, James kómába esik. |     |                                                                           |                |                              |                    |               |
| 181. | 22. | Tizenkettedik születésnap, 2. rész (He Was Only Twelve, part 2)           | Michael Landon | Michael Landon               | 1982. május 10.    | 822           |
| Charles otthon úgy viselkedik, mintha James napról napra jobban lenne. Dr. Baker pszichiátert hív hozzá, de Charles ezt elutasítja. Elmegy egy távoli helyre és oltárt épít. |     |                                                                           |                |                              |                    |               |

### 9. évad (1982-1983)
| Sor. | Év. | Cím                                                              | Rendező        | Író                | Premier              | Gyártási szám |
| --- | --- | ---------------------------------------------------------------- | -------------- | ------------------ | -------------------- | ------------- |
| 182. | 1.  | Változnak az idők, 1. rész (Times Are Changing, part 1)          | Maury Dexter   | Michael Landon     | 1982. szeptember 27. | 901           |
| Rengeteg változás történik: Ingallsék elköltöznek az iowai Burr Oak-ba, Carterék veszik meg a farmot: John Carter kovács, a felesége Sarah újságíró. El is indítja Walnut Grove újságát, amibe viszont hiába ír Harriet pletykát az időjárás-jelentésbe burkolva, Sarah az egészet kicenzúrázza és csak ennyi marad: napos, meleg idő lesz, persze még ez sem volt igaz. |     |                                                                  |                |                    |                      |               |
| 183. | 2.  | Változnak az idők, 2. rész (Times Are Changing, part 2)          | Maury Dexter   | Michael Landon     | 1982. október 4.     | 902           |
| Laura abbahagyja a tanítást, hogy több időt fordíthasson Rose-ra és Etta Plum veszi át az iskolát. Almanzo bátyja Royal és lánya Jenny meglátogatja Wilderéket, mint kiderül, azért, mert Royal haldoklik és Almanzóéknál akarja hagyni Jennyt. |     |                                                                  |                |                    |                      |               |
| 184. | 3.  | Üdvözöljük Olesonville-ben (Welcome to Olesonville)              | Maury Dexter   | Paul W. Cooper     | 1982. október 11.    | 903           |
| Harriet talál egy iratot a régi Hanson házban, amely szerint egész Walnut Grove az adósa. Persze nem követeli a pénzt, csak némely kiváltságokat. A várost rögtön elnevezi Olesonville-nek, és polgármester-választást akar, amin jelöli a férjét, Nelst, hogy általa majd ő irányíthasson. |     |                                                                  |                |                    |                      |               |
| 185. | 4.  | Düh (Rage)                                                       | Maury Dexter   | B. W. Sandefur     | 1982. október 18.    | 904           |
| Mr. Starke elveszíti a farmját, és valósággal megbolondul: rálő a feleségére, Constance-ra és lányára, Elizabeth-re, majd elmenekül. Almanzo, John és Dr. Baker a keresésére indulnak, ezalatt Mr. Starke bemegy a Wilder házba, és azt hiszi, hogy Laura és Jenny az ő felesége és lánya. |     |                                                                  |                |                    |                      |               |
| 186. | 5.  | Little Lou (Little Lou)                                          | Victor French  | Michael Landon     | 1982. október 25.    | 905           |
| Lou Bates, a törpe mindig a cirkusznál dolgozott. Most a felesége terhes, így lemaradnak a többiektől édesanyjával együtt Walnut Grove mellett. De Dr. Baker nem tud segíteni, Mrs. Bates meghal. A kis Cynthia miatt nem akar Lou visszamenni a cirkuszhoz, azt akarja, hogy a lányának rendes élete legyen. De nem kap munkát, pedig John szerez neki állást Andersonnál a bankban, de Mrs. Oleson ebbe is beleavatkozik... |     |                                                                  |                |                    |                      |               |
| 187. | 6.  | A vad fiú, 1. rész (The Wild Boy, part 1)                        | Victor French  | Vince R. Gutierrez | 1982. november 1.    | 906           |
| Dr. McQueen csodaelixírjéből sokan vesznek, de Dr. Baker megvizsgálja és megállapítja, hogy nagyrészt morfiumot tartalmaz. McQueen másik szenzációja a vad fiú, akit bárki megnézhet. Nancy, Jeb, Jason és Jenny beosonnak a vad fiúhoz és Jenny rájön, hogy a fiú nem is vad, csak néma, így nem tud mit tenni fogvatartói ellen. |     |                                                                  |                |                    |                      |               |
| 188. | 7.  | A vad fiú, 2. rész (The Wild Boy, part 2)                        | Victor French  | Vince R. Gutierrez | 1982. november 8.    | 907           |
| Nancy meghallja, hogy a vad fiú hol van és Mrs. Oleson üzen is McQueennek, aki eljön és törvényes jogait akarja érvényesíteni a fiúval szemben, mert ő a hivatalos gyámja. |     |                                                                  |                |                    |                      |               |
| 189. | 8.  | Nellie hazajön (The Return of Nellie)                            | Maury Dexter   | Don Balluck        | 1982. november 15.   | 908           |
| Nellie hazatér, és megismerkedik Nancyvel, aki féltékeny lesz rá, mert mindenki Nellie körül sürög-forog, gyönyörű születésnapi tortát és párizsi ruhát kap, rengeteg vendéget meghívnak, és Nancy úgy érzi, ő maga csak helyettesítette Nellie-t. Még a fogalmazásának megírásában sem segít neki senki, és Willie is szokatlanul kedves a nővérével. |     |                                                                  |                |                    |                      |               |
| 190. | 9.  | A birodalomépítők (The Empire Builders)                          | Joseph Pevney  | Larry Jensen       | 1982. november 22.   | 909           |
| Vasútvonalat akarnak építeni, amely áthalad Walnut Grove-on. Ez magában nem is nagy probléma, népszerűvé és ismertebbé tenné a várost - de az építőmunkások sokat isznak munka közben és a város mellett felállított sátrakban nagyvárosi élet folyik, a városban pedig elszabadul a pokol, az étterem egyik ablakát is kitörik. |     |                                                                  |                |                    |                      |               |
| 191. | 10. | Szerelem (Love)                                                  | Victor Lobl    | Paul W. Cooper     | 1982. november 29.   | 910           |
| Jane egykor a Walnut Grove-ban levő vakok iskolájába járt, amíg az le nem égett. Most visszajött látogatóba Laurához és Hester-Sue-hoz. Ezt mondja indoknak, de kiderül, hogy egy professzor kísérleti szemműtétre keres alkalmas betegeket. Jane találkozik Mr. Edwardsszal és egymásba szeretnek. |     |                                                                  |                |                    |                      |               |
| 192. | 11. | Alden dilemmája (Alden's Dilemma)                                | Maury Dexter   | Don Balluck        | 1982. december 6.    | 911           |
| A rokonszenves Hale atya, aki most érkezett Walnut Grove-ba, nagyon titokzatos. Megvett egy régi villát és bútorokat is hozatott bele, pedig nem akar a városban maradni. Ráadásul Laura és Sarah Carter jár hozzá, míg férjeik egy gyűlésen vannak San Franciscóban, ahol Almanzónak díjat kéne kapnia. Azonban csak egy kínai szállóban kapnak szobát, amely nagyon különös. |     |                                                                  |                |                    |                      |               |
| 193. | 12. | Marvin kertje (Marvin's Garden)                                  | Michael Rhodes | Michael Landon     | 1983. január 3.      | 912           |
| Jenny nyaklánca a tóba esik és ő utána ugrik. Baleset éri, amely következtében többek között szinte teljesen elveszíti a beszédkészségét. A már nyugdíjban lévő orvosnál, Dr. Marvinnál tanul újra beszélni, szépen járni, fogni. Laura aggódik, hogy az állapota romlani fog, mert naphosszat időzik Dr. Marvinnál, aki nagyon rosszul lát. |     |                                                                  |                |                    |                      |               |
| 194. | 13. | Az apák bűnei (Sins of the Fathers)                              | Victor French  | E. F. Wallengren   | 1983. január 10.     | 913           |
| Sarah Carter édesanyja meghal, és apja, aki Walnut Grove-ba jön, mindenképpen változtatni akar lánya életén. Nem akarta, hogy rangján alulival házasodjon, de hogy ezen már nem tud változtatni, azt ajánlja, menjenek vele a nagyvárosba, ahol ő él. |     |                                                                  |                |                    |                      |               |
| 195. | 14. | Az ifjú testvérek (The Older Brothers)                           | Victor French  | Michael Landon     | 1983. január 17.     | 914           |
| Régen nagyon híres-hírhedt banda volt a három ifjú testvér, de 20 évet a börtönben ültek és már nem megy minden úgy, mint azelőtt. Miután kirabolnak egy postakocsit és rájönnek, hogy csak levelek vannak benne, találnak egy levelet, ami Mr. Edwardsról szól, és amiből megtudják, hogy Mr. Edwards pénzt fog kapni. |     |                                                                  |                |                    |                      |               |
| 196. | 15. | Egyszer volt... (Egyszer volt, hol nem volt…) (Once Upon a Time) | Maury Dexter   | Don Balluck        | 1983. január 24.     | 915           |
| Laura nevez egy írói pályázatra és el is hívják őt, mert esélyesnek találják. Jennyvel együtt megy és mivel néhány átírnivaló van a könyvben, sokáig kell ottmaradniuk. A szerkesztő, aki néha sokat iszik, mellesleg könyvet is ír, meghívja Laurát vacsorázni, aztán elkezdik közösen átírni a könyvet, hogy izgalmasabb legyen. |     |                                                                  |                |                    |                      |               |
| 197. | 16. | Újra otthon, 1. rész (Home Again, part 1)                        | Michael Landon | Michael Landon     | 1983. február 7.     | 916           |
| Albert Ingalls és bandája, Morganék, nagyon rossz hírűek a városban, és gyakran lopnak. Mikor az egyik bolt tulajdonosa beszél Charles-sal, ő úgy dönt, elviszi Albert-et Walnut Grove-ba, mert nagyon megváltoztatta a nagyváros. Az a szándéka, hogy Albertet Walnut Grove-ban hagyja. De Albert itt sem változik meg. |     |                                                                  |                |                    |                      |               |
| 198. | 17. | Újra otthon, 2. rész (Home Again, part 2)                        | Michael Landon | Michael Landon     | 1983. február 7.     | 917           |
| Mindenki, aki régen ismerte, el van képedve, mennyire megváltozott Albert. Nels megkéri, hogy a most érkezett gyógyszereket vigye el Baker doktorhoz. Persze van közte morfium is, amit Albert porcukorral cserél ki. Ez egy idős betegnek kellett volna, akinek a felesége kihívja Baker doktort. Az orvos Nelstől kér segítséget, vajon ki cserélhette ki a morfiumot. |     |                                                                  |                |                    |                      |               |
| 199. | 18. | A névtelen gyermek (A Child with No Name)                        | Victor French  | Don Balluck        | 1983. február 14.    | 918           |
| Laurának egészséges kisfia születik, de fél, mert a családnak nem volt szerencséje a fiúgyerekekkel, ezért rendszeresen, talán túl gyakran is viszi orvoshoz és semmi baja nincs, mégis meghal, az okát nem tudni. Laura viszont elfordul Dr. Bakertől, és vele együtt Mrs. Oleson és az egész város is. |     |                                                                  |                |                    |                      |               |
| 200. | 19. | Az utolsó nyár (The Last Summer)                                 | Maury Dexter   | Duke Sandefur      | 1983. február 21.    | 919           |
| A nyári szünetben Jeb és Jason is munkát vállal, Jason a gazdag Ruthie-nál, aki a szünidőre jött Walnut Grove-ba. Jason hűségesen jár az idős hölgyhöz, még a szabadidejét is vele tölti, lovagolnak és horgásznak. Jason ajándékot szeretne venni az anyja születésnapjára, és Ruthie egy brosst ajándékoz cserébe addigi munkájáért. De Sarah visszaviszi neki és Jasont eltiltja Ruthie-tól. Ruthie azt tervezi, hogy hazamegy, a szolgálója elmondja ezt Sarah-nak, és azt is, hogy Ruthie haldoklik, valószínűleg ez az utolsó nyara, el szeretne búcsúzni Jasontől. |     |                                                                  |                |                    |                      |               |
| 201. | 20. | Szeretünk, Blanche! (For the Love of Blanche)                    | Michael Landon | Michael Landon     | 1983. március 7.     | 920           |
| Isaiah egyik útján találkozik Buffalo Bill-lel, aki világlátott ember, és afrikai útjáról mesél. Este azonban nagyon rosszul érzi magát, azt mondja, meg fog halni, és megígérteti Edwardsszal, hogy gondját viseli 3 éves kislányának, Blanche-nak. Edwards nem is sejti, hogy ez a kislány valójában egy orángután! |     |                                                                  |                |                    |                      |               |
| 202. | 21. | Szabad egy táncra? (May I Have This Dance?)                      | Victor French  | Chris Abbott       | 1983. március 14.    | 921           |
| Willie érettségizik és kikerülve az iskolából az anyja, Harriet egyetemre akarja küldeni. De Willie-nek ehhez semmi kedve, inkább Walnut Grove-ban maradna, dolgozna az étteremben, és ami a legfontosabb, feleségül venné Rachel Brownt. Mrs. Oleson erről hallani sem akar és elküldi Willie-t a felvételire. |     |                                                                  |                |                    |                      |               |
| 203. | 22. | Isten veled! (Hello and Goodbye)                                 | Michael Landon | Don Balluck        | 1983. március 21.    | 922           |
| Két ember érkezik a postakocsin. Az egyik Sherwood Montague, a neves író, aki azért utazott vidékre, hogy anyagot gyűjtsön, tapasztalatokat szerezzen a legújabb könyvéhez. A másik ember Mr. Rogers, akiről kiderül, hogy ő Matthew apja, a fiúé, aki vad fiúként érkezett a városba, és most Edwardsnál lakik. |     |                                                                  |                |                    |                      |               |

### 10. évad (1983-1984)
| Sor. | Év. | Cím                                                  | Rendező        | Író                                  | Premier            | Gyártási szám |
| --- | --- | ---------------------------------------------------- | -------------- | ------------------------------------ | ------------------ | ------------- |
| 1. | 1.  | The Little House Years                               | Michael Landon | Michael Landon, Laura Ingalls Wilder | 1979. november 15. | n. a.         |
| 2. | 2.  | Emlékek (Look Back to Yesterday)                     | Victor French  | Vince R. Gutierrez                   | 1983. december 12. | n. a.         |
| Albert a minnesotai egyetemre jelentkezik és szeretne orvosnak tanulni, de közben kiderül, hogy súlyos beteg. Orvosai szerint már nem sok ideje van hátra. Ezért hazautazik Walnut Grove-ba ahol belszeret gyerekkori barátjába Michele-be, és sok időt tölt együtt testvérével Laurával is, aki képtelen elhinni, hogy a testvére haldoklik.                                                                        |     |                                                      |                |                                      |                    |               |
| 3. | 3.  | A karácsonyi kaland (Bless All the Dear Children)    | Victor French  | Chris Abbott-Fish                    | 1984. december 17. | n. a.         |
| Laura és Almanzo kétéves kislányát elrabolják, mialatt a család a karácsonyi bevásárlását végzi Mankatóban. A szülők minden követ megmozgatnak Rose megtalálása érdekében, míg végül rábukkannak egy idegen asszonynál, aki sajátjaként kívánta felnevelni a kislányt, mivel neki nem lehet gyermeke. |     |                                                      |                |                                      |                    |               |
| 4. | 4.  | Áldás minden gyermekre (Bless All the Dear Children) | Victor French  | Chris Abbott-Fish                    | 1984. december 17. | n. a.         |
| 5. | 5.  | A végső búcsúzás (The Last Farewell)                 | Michael Landon | Michael Landon                       | 1984. február 10.  | n. a.         |
| Walnut Grove-ba érkezik Drew Coleson, akit először mindenki szívélyesen fogad. Hamarosan kiderül, hogy Drew egy Mr. Lesther nevű ember megbízottja, akinek hivatalos papírjai vannak arról, hogy egész Walnut Grove területe egy vasúti cég tulajdona. Mikor a lakók kijelentik, hogy nem akarnak Lesthernek dolgozni, felszólítják őket, hogy hagyják el a földjeiket. A lakók végzetes lépésre szánják el magukat. |     |                                                      |                |                                      |                    |               |